# Liste sächsischer Hoflieferanten

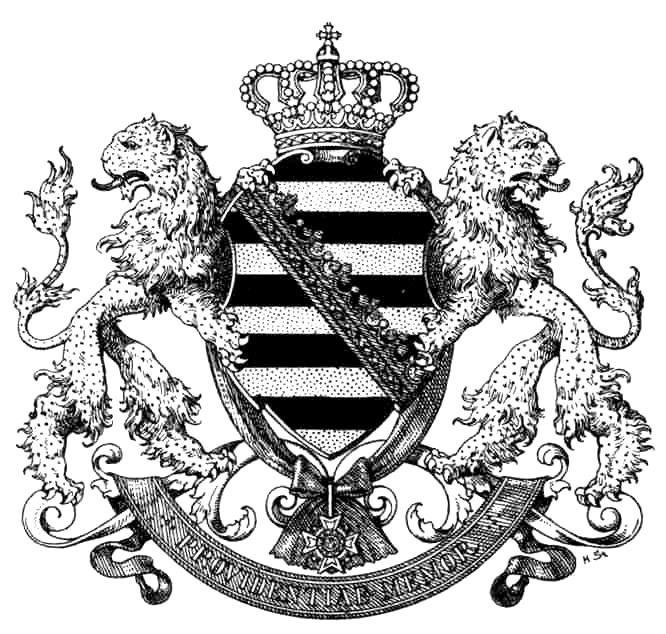
Die diplomierten Hoflieferanten durften das Wappen Sachsens in der kleineren Form führen

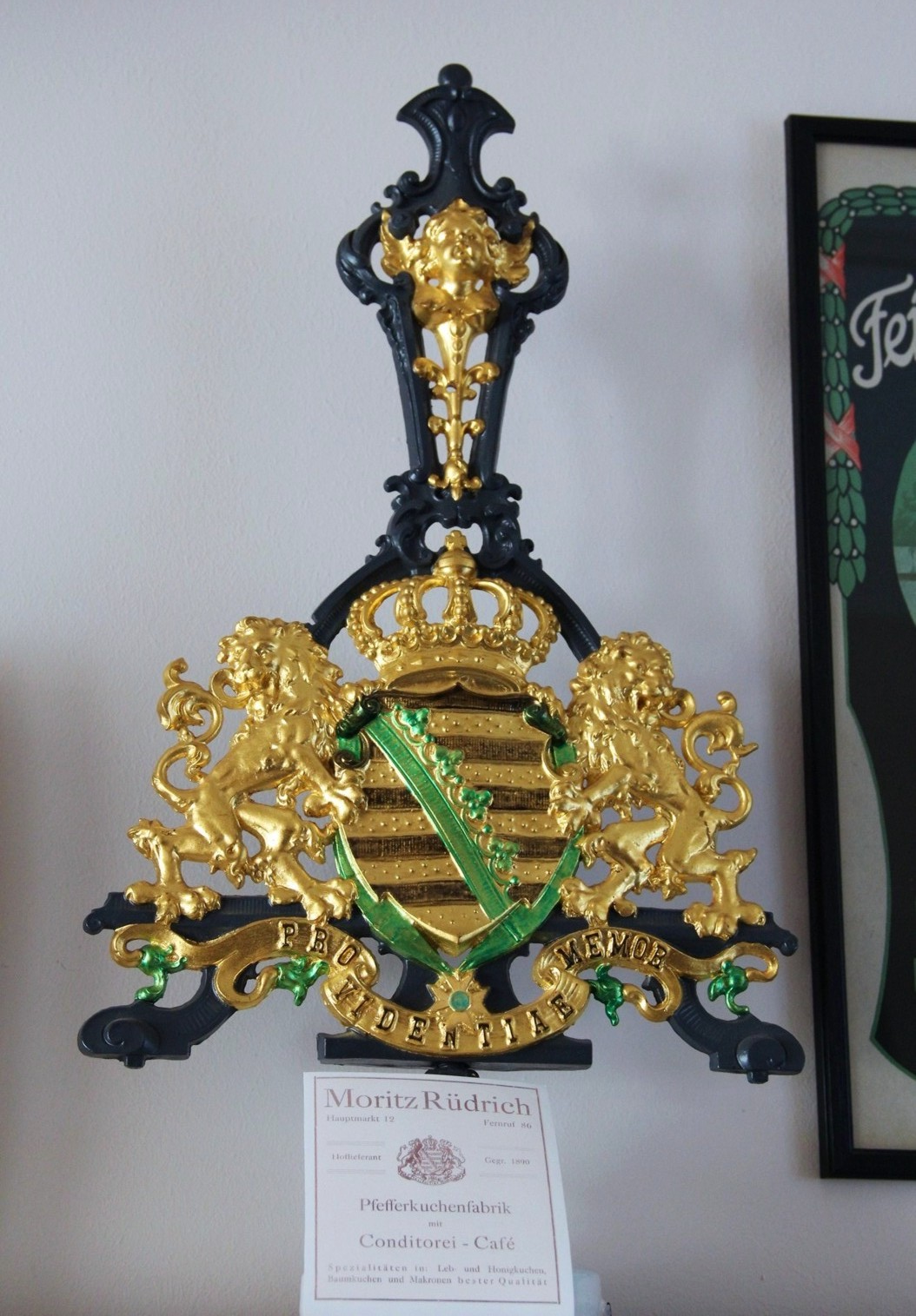
Ehemaliges Ladenschild vom Hoflieferanten und Pulsnitzer Pfefferküchler Moritz Rüdrich

Hoflieferantendiplom an Hermann Richard Pfretzschner, Violin-, Cello- und Bassbogenhersteller (1901)

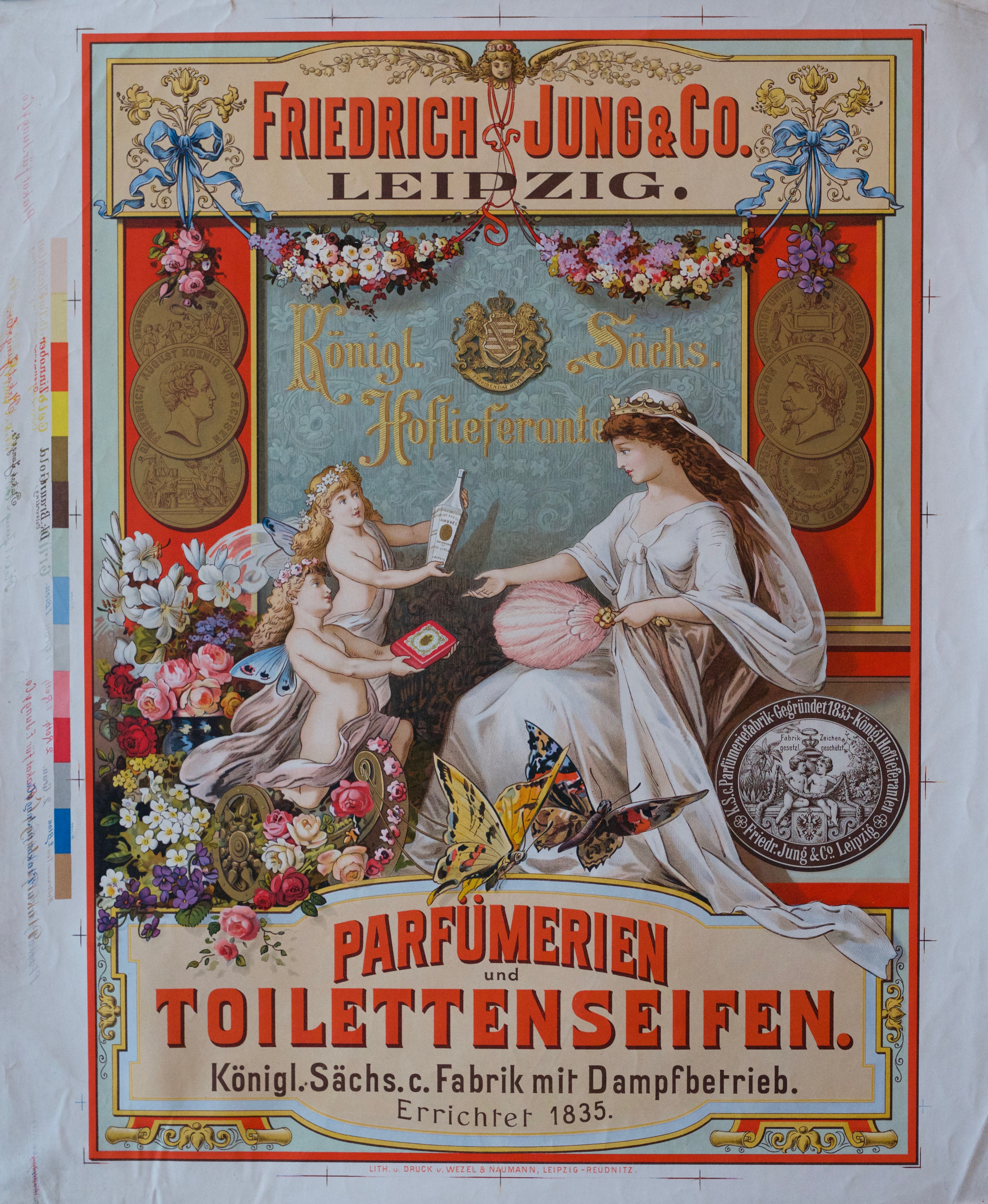
Plakat vom Hoflieferanten Friedrich Jung & Co. Leipzig (1890)

Im Königreich Sachsen konnte ein Unternehmen, deren Inhaber oder ein bestimmtes Produkt, vom Monarchen des Landes sowie Mitgliedern der königlichen Familie auf Grund der hohen Qualität der Produkte mit dem Titel Königlicher Hoflieferant geehrt werden. Solche Hofprädikate durften nur dann auf Geschäftsschildern, Etiketten, Anzeigen, Rechnungen, Briefbogen und dergleichen beworben werden. Eine Werbung auf Siegeln, Verschlussmarken und Stempeln war dagegen untersagt. Abgebildet werden durfte nur das Königlich Sächsische Wappen in der kleineren Form, als Herzschild in Schwarz und Gold neunmal geteilt und mit einem schräg linken grünen Rautenkranze belegt, woran am grünen, den Wahlspruch „Providentiae Memor“ („Erinnerung an die Vorsehung“) tragenden Bande der Hausorden der Rautenkrone hängt, mit zwei nach rückwärts schauenden goldenen Löwen als Schildhalter, das Ganze von einem Hermelin gefütterten und mit der Königlichen Krone bedeckten Purpurmantel umgeben. Das Prädikat „Hoflieferant“ diente dabei in Sachsen als dauerhaftes Werbezeichen und bürgte zusätzlich für qualitativ hochwertige Waren. Der sächsische König sprach damit seinen Hoflieferanten das Vertrauen aus, ihn selbst oder die Mitglieder der königlichen Familie innerhalb des sächsischen Hofstaats mit Waren zu beliefern und zu versorgen. Zu beliefern war demnach je nach Bedarf die königliche Hofwirtschaft im Dresdner Residenzschloss, die Hofwirtschaft Schloss Pillnitz, das königliche Jagdschloss in Moritzburg sowie andere Hofhaltungen der Wettiner.
Einer großen Anzahl von Industriellen, Kaufleuten und Gewerbetreibenden im Königreich Sachsen wurde dieses Hofprädikat verliehen. Das Prädikat eines Hoflieferanten wurde nur an Personen verliehen, welche sich mit hervorragenden Leistungen in ihrem Berufszweige hervortraten, einen ehrenhaften Ruf sowie eine königstreue Gesinnung hatten. Sie mussten außerdem schon mehrjährig in einer Geschäftsbeziehung zum Hofe gestanden haben. In frühen Jahrhunderten waren an die Verleihung dieses Prädikats besondere Pflichten für den Inhaber geknüpft. Häufig wurden dabei Prädikate an Inhaber von Familien- und Traditionsunternehmen verliehen. Dabei wurden in Sachsen nicht selten Frauen als „Hoflieferantin“ geehrt.
Unter den sächsischen Kurfürsten erhielten früher zum Beispiel die Hofhandwerksmeister (Hofschneider, Hofschuhmacher etc.) ein jährliches Gehalt. Sie hatten dafür die entsprechenden Arbeiten für das Hof- und Hausmarschallamt auszuführen. So bezog einst der Leib- und Hofkürschner das Gehalt von jährlich 50 Talern, welches erst mit einem neuen Kassenreglement von 1764 entfiel.
Das Prädikat wurde meist „…wegen der in seiner Kunst erlangten guten Geschicklichkeit“ erteilt und dem Inhaber des Prädikats zugesichert, „dass er weder von der ordentlichen Gerichtsbarkeit noch von der Mitleidenheit bei gemeinen Anlagen befraget werden soll“ (Hofuhrmacher, Hoffächermacher, Hufnagelschmied).
Zwei Beispiele aus der Kurfürstlichen Zeit sollen hier benannt werden.
Der Kaufmann Ch. hat bei der Beschießung von Dresdens seine sämtlichen Waren und Geräte durch Feuer eingebüßt und einen Verlust von 26.000 Talern erlitten. Er erhält als Entschädigung den Hoflieferantentitel.
Der Buchbinder A. in Dresden wird im Jahre 1770 „kurfürstlicher Bibliothek-Buchbinder“, weil er bisher für die Bibliothek „wesentlich gebunden hat und gute und billige Arbeit liefert“.
Der Hoflieferantentitel wurde schon damals auch „auswärtswohnenden“ Personen verliehen. Er war somit in Sachsen nicht mit der Staatszugehörigkeit gebunden. So wird 1765 der in Regensburg wohnhafte Spitzenhändler G. zum Hoflieferanten „auf- und angenommen“. Es konnten Gesuche um die Verleihung des Hoflieferantentitels beim Oberhofmarschallamt oder beim Ministerium des Königlichen Hauses gestellt werden. Bei der Verleihung selbst wurde das Hofprädikat immer per Verleihungsdekret ausgesprochen und das Dekret in schriftlicher Form überreicht. Gewöhnlich fielen dafür Gebühren an, welche im Voraus zu begleichen waren. Es war rechtlich festgelegt, dass nur Mitglieder souveräner Häuser Hoflieferanten ernennen durften, nichtregierende Fürsten hatten dagegen lediglich „Lieferanten“. Eine weitere wichtige Tatsache ist, dass nur physischen Personen in Sachsen der Titel Hoflieferant zugestanden wurde. Das formulierte erstmals eine Konvention über die Grundsätzlichen Bestimmungen aus dem Jahre 1906. Der Titel galt dabei nur dem Händler, dem Hersteller oder dem Inhaber des Unternehmens. Verstarb der Inhaber vom Hofprädikat, ging auch der Titel verloren. Diese Konvention von 1906 war notwendig geworden, da es Unternehmen gab, welche sich durch geschickte Wortwahl, solch einen Titel selbst zulegten und zu Unrecht führten. Auch in der Gegenwart ist solches erneut zu beobachten.
Die Vergabe an juristische Personen und Unternehmen schloss man dagegen aus. Weiterhin gab es Titel, welche nur ein Produkt benannten und nicht die herstellende Firma betrafen. Solche Titel bezogen sich dann nur auf ein genau benanntes Produkt einer Firma, wie zum Beispiel „Tafelgetränk“ oder „Hoftafelbier“ und wurden ebenfalls per Dekret erlassen. Die Hoflieferanten wurden im Königreich Sachsen nach ihrer Diplomierung geordnet. Die Diplome lauteten auf den Titel „Hoflieferant“, sofern bei den Namen kein anderer Titel (z. B. Hofgoldschmied, Hofkunsthändler, Hoforgelbauer etc.) vermerkt wurde. Nicht nur der Landesfürst konnte den Titel verleihen, sondern auch die Familienmitglieder des Sächsischen Königshauses selbst. Vorgeschrieben war in den Darstellungen grundsätzlich das sächsische kleinere Wappen, welches noch zusätzlich in den Werbeanzeigen ergänzt werden durfte. Einige Mitglieder im sächsischen Königshaus führten dabei oft noch zusätzlich ein eigenes Familienwappen. Dadurch kam es zur zeitgleichen Darstellung von unterschiedlichen Wappen in den Werbeanzeigen, welche meist noch zusätzlich erklärt wurden. So gab es dann auch verschiedene Titel wie „Hoflieferant Ihrer Majestät der Königin-Witwe“, „Hoflieferant Sr. Königlichen Hoheit des Prinzen Johann Georg, Herzogs zu Sachsen“ oder „Hoflieferant Sr. Königlichen Hoheit der Frau Prinzessin Johann Georg“, neben dem entsprechenden Wappen.
Kam es im Königreich Sachsen zu einem Thronwechsel, dann war es nach erfolgtem Regierungsantritt des neuen Monarchen möglich, bestehende Hofprädikate durch Umwandlungsanträge zu verlängern oder durch Umschreibung weiterzuführen. Es wurde also neu entschieden. Zusätzlich gab es noch „Auswärtige Hoflieferanten“, welche im Königreich Sachsen eine Zweigniederlassung betrieben. Weiterhin gab es noch Hoflieferanten, welche im Königreich Sachsen zwar keinen Wohnsitz, aber ein Königlich sächsisches Diplom hatten. Grundsätzlich konnte der Status als Hoflieferant zu jeder Zeit auch wieder entzogen werden.
Nach dem Ende der Monarchie in Sachsen kam es bei den Titelträgern zu einer Abänderung der Bezeichnung. Sie wurde meist von den Firmen selbst in „Ehemaliger Hoflieferant“ geändert oder nun ganz weggelassen. Die Bezeichnung „Ehemaliger Hoflieferant“ hat sich oft bis heute erhalten, oder man lässt sie wieder aufleben. Gegenwärtig ist der ehemalige Hoflieferantentitel oft wieder zum festen Bestandteil eines Unternehmens geworden und wird vor allem werbewirksam eingesetzt.

## Königlich Sächsische Hoflieferanten
Die unvollständige Liste unten der offiziellen Hof-Titelträger ist nach Nachnamen aufgestellt:

## Hoflieferanten Ihrer Majestät der Königin Witwe

Werbeanzeig vom Bäcker und Conditor H. Angermann aus Dresden von 1905

Werbeanzeige Hoflieferant Firma Heinrich Wanke aus Dresden von 1905

- Hermann Angermann, Bäcker und Conditor (siehe Anzeige), Dresden, Webergasse 35[3]
- H. C. A. Barthel, Seidenwaren, Dresden, Waisenhausstraße 30[3]
- C. Moritz Rud. Bernhardt, Gebrüder Bernhardt, Möbel, Dresden, Ferdinand-Straße 3/5[3]
- Fr. Mor. Horst Bernhardt, Gebrüder Bernhardt, Möbel, Dresden, Ferdinand-Straße 3/5[3]
- J. H. Bluth, Spitzen, Tülle, Gardinen, Dresden, Prager Straße 9[3]
- C. Jacob Eifler, Inh. d. Fa. Carl Müller & Co., Teppiche, Leipzig, Neumarkt 29[3]
- Ernestine Friedemann, Mitinh. d. Fa. Hirsch & Co., Konfektion, Dresden, Prager Straße 8[3]
- E. B. Frommann, Mitinh. d. Fa. Carl Müller & Co., Teppiche, Leipzig, Neumarkt 29[3]
- Georg Häntzschel, Drogerie, Dresden, Struve Straße 2[3]
- Max Hartmann, Mitinh. d. Fa. Hartmann & Ebert, Hofdecorateur, Dresden[3]
- Franz Moritz Hartung, Passementerie (mit Posamenten verziertes textiles Erzeugnis), Dresden, Waisenhausstraße 19 und Hauptstraße 36[3]
- Peter Henseler, Stuckateur, Dresden, Güterbahnhofstraße 10[3]
- Aug. Herm. Hundt, Mitinh. d. Fa. Carl Müller & Co., Teppiche, Leipzig, Neumarkt 29[3]
- Gustav Kellner, Kellner & Sohn, Hoffriseur, Dresden, Prager Straße 22[3]
- Paul Cl. Knauer, Inh. d. Fa. Hermann Pressel, Blumen und Pflanzen, Dresden, König Johann-Straße und Prager Straße 42[3]
- Albert Johann Krohne, Kaufmann, Dresden, Altmarkt 1 b[4]
- Alb. Wilh. Lutze, Mitinh. d. Fa. Th. Reimann, Bambusmöbel, Dresden, Königstraße 3[3]
- Samuel Merländer, Mitinh. d. Fa. Hirsch & Co., Konfektion, Dresden, Prager Straße 8[3]
- B. A. Müller, Lederwaren, Dresden, Prager Straße 32[3]
- Friedr. Carl Christoph Müller, Wildbrethandlung, Dresden, Johannes Straße 22[3]
- Joseph Nègre, Grasse, Département Alpes-Maritimes, Frankreich[3]
- A. Oehler, Stickerein, Leipzig, Grimmaische Straße 4[3]
- Karl Christ. Johs. Philipps, Mitinh. d. Fa. Moritz Hartung, Passementerie (mit Posamenten verziertes textiles Erzeugnis), Dresden, Waisenhausstraße 19 und Hauptstraße 36[3]
- Paul Rob. Putscher, Mitinh. d. Fa. Th. Reimann, Bambusmöbel, Dresden, Königstraße 3[3]
- M. A. Rau, Mitinh. d. Fa. J. H. Bluth, Spitzen, Tülle, Gardinen, Dresden, Prager Straße 9[3]
- Valerian Reisewitz, Mitinh. d. Fa. Hartmann & Ebert, Möbel, Dresden, Victoria-Straße 28/30[3]
- Emil Ringel, Inh. der Firma Bazar de voyage, Täschnermeister, Dresden, Dippoldiswalder Gasse 11[5]
- Max Adolph Gustav Ritter, Möbelfabrikant, Dresden, Canalettostraße 10[6]
- Bernhard Schäfer, Inh. d. Dresdner Kunstgewerbe-Halle, Bernhard Schäfer, Alben und Kunstgegenstände, Dresden[3]
- Margarethe Bertha Emma Schwammerkrug, Friseuse (Frisörin), Altmarkt 1[7]
- Carl Wilh. Paul Thiel, Weißwaren und Wäsche, Dresden, Victoria-Straße 13[3]
- Ernst Thiele, Hofmetzger, Dresden, Christian Straße 24[3]
- Paul Thimig, Uhren, Dresden, Prager Straße 6[3]
- Heinrich Trümper, Buch-Papier und Christliche Kunsthandlung, Dresden, Ecke Sporengasse[8]
- Heinr. Karl Friedr. Wanke, Mitinh. d. Fa. Heinrich Wanke, Fluss- und Seefische (siehe Anzeige), Dresden, Webergasse 14 und Fischhofplatz 3[3]
- Friedrich Heinrich Wanke, Mitinh. d. Fa. Heinrich Wanke, Fluss- und Seefische (siehe Anzeige), Dresden, Webergasse 14 und Fischhofplatz 3[3]
- L. Weigandt, Modewaren Weigandt & Co., Dresden, Wilsdruffer Straße 2[3]
- H. Zehrfeld, Schokolade, Dresden, Victoria-Straße 24[3]
- Hermann Arthur Ziegenbalg, Hofschuhmacher, Waisenhausstraße 40[9]

## Hoflieferanten Ihrer Königl. Hoheit der Prinzessin Mathilde, Herzogin zu Sachsen
- Paulinus Andorf, Inhaber der Fa. Hermann Haugk Nachf., Hüte, Dresden, Prager Straße 37[3]
- Theodor Berg, Inhaber der Fa. Wendt, Papier, Dresden, Prager Straße 1[3]
- Hugo Borack, Wollwaren, Dresden, Seestraße 4[3]
- Mourits Christensen, Damenschneider, Dresden, Struvestraße 4[10]
- Reinhold Deckert, Inhaber der Fa. Emil Geller Nachf., Künstlerbedarf und Malutensilien, Dresden, Prager Straße 19[3]
- Corn. P. Deertz, Mitinhaber der Fa. Deertz & Ziller, Konfektion, Dresden, Prager Straße 42[3]
- Ernst Engler, Tapezierer, Martin-Luther-Straße 10[7]
- Max Erler, Inhaber Johanne Marie, geb. Quedenfeld, Franz Curt Quedenfeld, Hugo Erler, Pelzwarenhandlung, Leipzig, Brühl 34–40, hatten noch an weiteren Höfen den Titel eines Hoflieferanten[11]
- Carl Frötzschner, Goldschmied, Moritzstraße 13 und Schießgasse 6[7]
- Georg Katzschke, Lederwaren, Dresden, Schössergasse 5[3]
- Gustav Kellner, Friseur, Dresden, Prager Straße 22, hatte das Diplom eines Hoffriseurs[3]
- Julius Konrad, Blumen & Pflanzen, Dresden, Bismark-Platz 16 und Kurfürstenstraße 40[3]
- Ernst Kretschmar, Konditor, Würzburger Straße 69, war auch Kammerlieferant Ihrer K. u. K. Hoh. der Erzherzogin Maria Josepha[5]
- Elise Lämpe geb. Weidig, Hedwig Weidig und Minna Ida Weidig, Inhaber der Firma F. L. Weidig, Hut- und Putzgeschäft, Sedanstraße 8 und Waisenhausstraße 34[7]
- Moritz Arthur Richter, Schlosser und Geldschrankfabrikant sowie Kassettenbau, Dürerstraße 3[7]
- Alfred Roesner, Juwelier, Dresden, Schloßstraße 3, hatte das Diplom eines Hofjuweliers[3]
- Franz Seraph Schmid, Fa. Hermann Angermann und Otto Schumann, Bäcker, Webergasse 35[12]
- Karl Oskar Schreppel, Schneider, Dresden, Struvestraße 4[6]
- Richard Starke, Betten & Bettfedern, Dresden, Prager Straße 6[3]
- Richard Stein, Diplom.-Ing., Waschanstalt, Dresden, Bischofsweg 102[10]
- Eduard Werner, Friseur, Dresden, Mosczinsky Straße 5, hatte das Diplom eines Hoffriseurs[3]
- Ferdinand Wille, Inhaber der Fa. R. Nitzsche Nachf., Honig, Sebnitz[3]
- F. R. Ziller, Mitinhaber der Fa. Deertz & Ziller, Konfektion, Dresden, Prager Straße 42[3]

## Hoflieferanten Sr. Königl. Hoheit des Prinzen Johann Georg, Herzogs zu Sachsen
- Adam Adler, Hofphotograph, Dresden, Victoriastraße 21[13]
- Ernst Albershausen, Holz- und Kohlehandel, Albertplatz 6 und Palmstraße 35, hatte das Diplom Hoflieferant von Prinz Johann Georg[5]
- Hermann Angermann, Bäckerei und Konditorei, Webergasse 35, hatte das Diplom Prinzlicher Hoflieferant von Prinz Johann Georg[5]
- Heinrich Axtmann, Hofphotograph, Plauen i. V., Bahnhofstraße 27[3]
- Louis Oswald Bäseler, Fa. Eduard Steinchen, Hofmundbäcker, Georgplatz 8 und Christianstraße 12[5]
- Richard Börner, Hoftraiteur, Leipzig, Georgi-Ring 7[3]
- Christoph Hartwig Bock, Hofschuhmacher, Struvestraße 5[5]
- Oskar Robert Wilhelm Bohr, Fotogeschäft, Ringstraße 14 und Waisenhausstraße 15[5]
- Otto Boyde, Mineralwasser, Dresden, Königsbrücker Straße 47[3]
- Firma Damme/Kießling, Dekorationsmaler, Reichsstraße34[7]
- Friedrich Dürre, Hotel „Thüringer Bahnhof“, Leipzig, Blücher-Straße 2[3]
- Frz. Eckardt, Inh. d. Fa. Baarmann’s Nachf., Restaurant, Leipzig, Katharinen-Straße 3[3]
- G. H. Förster, Baumwollwaren, Dresden, Georg-Platz 14[3]
- Ernst Göcke sowie später Inhaber Rudolf Theodor Kästner und Ludwig Paul Oelisch, Porzellan-, Glas- und Luxuswarengeschäft, Dresden, Wilsdruffer Straße 16 und Feldgasse 15[7]
- O. Graubner, Schuhwaren, Leipzig, Grimmaische Straße 33[3]
- Theodor Grimm, Inhaber der Firma H. E. Philipp, Kaufmann, Eisenstuckstraße 36, Falkenstraße 16 und Annenstraße 23[7]
- E. Hänselmann, Werkzeugfabrik, Dresden, Leipziger Straße 10 und 36[3]
- Gebrüder Hagemann, Kaffee und Tee, Dresden, Wilsdruffer Straße 38[3]
- Firma Hagspiel & Ruschpler, Pianofortefabrik, Falkenstraße 68[14]
- Adolph Paul Hauswald, Bäckermeister, Dresden, Prinaische Straße 36, war auch Hoflieferant Ihrer Königlichen Hoheit der Herzogin von Genua[7]
- Heinrich John, Restaurant, Dresden, Prager Straße 42, Hauptbahnhof[3]
- N. Irrgang, Inh. d. Fa. Joh. Frey, Schreibmaterialien, Dresden, Georg-Platz 14[3]
- Emil August Kletzsch, Inh. d. Fa. F. W. Gottlöber, Nachf. E. W. Niedenführ, Hofschlächter, Dresden, Prager Straße 18, war auch an anderen Höfen ein Hoflieferant[15]
- Herm. Max Köchel, Fa. Köchel & Sohn, Wein, Dresden, Bürgerwiese 10[3]
- Franz Josef Alfred Kohn, Internationale Spedition und Reisebüro, Amtliche Fahrkartenausgabe, Dresden, Christianstraße 31, Reisebüro im Hotel Europäischer Hof, Dresden, Prager Straße[16]
- Gebrüder Leinert, Inh. Heinrich Arthur Leinert und August Franz Leinert, Posamentenfabrik, Pillnitzer Straße 27[5]
- Richard Merbitz, Hofhutmacher, Dresden, Marien-Straße 14[3]
- Heinrich Miltenberger, Hofschneider, Dresden, Frauenstraße 9[3]
- Fritz Mittenzwei, Konditor, Inhaber vom Cafe Persifal, Kurfürstenstraße 40[10]
- Wilhelm Mittentzwey, Bilderrahmen, Leipzig, Grimmaische Straße 26[3]
- Fried. Carl Christoph Müller, Wildbrethandlung, Dresden, Johannes-Straße 22[3]
- H. F. G. Edmund Müller, Oberförster a. D., Dresden, Gröbel-Straße 18[3]
- Gg. Th. Neumann, Krawatten, Dresden, Obergraben 1[3]
- Em. Päge, Wein, Leipzig, Hain-Straße[3]
- Carl Plaul, Photographische Artikel, Dresden, Wallstraße 25[3]
- Reinhold Phol, Restaurant „Vier Jahreszeiten“, Dresden, Am Markt 8[3]
- Paul Reh, Inh. d. Fa. Altstädter Molkerei und Milchkuranstalt G. Winkler Nachf., Milchkuranstalten, Dresden[3]
- C. F. Rudolph, Seilerwaren, Leipzig, Gerberstraße 15[3]
- F. C. Rudolph, Inh. Oscar M. Rudolph, Blumen, Leipzig, erst Dorotheen Straße 2, dann Otto-Schill-Straße 2[17]
- Moritz Rüdrich, Pfefferküchler, Pulsnitzer Pfefferkuchen, Pfefferkuchen-, Honigkuchen- und Baumkuchenfabrik, Markt 20, er war auch Kgl. Sächs. Hoflieferant[18][7]
- Georg Louis Franz Schlote, Kaufmann, Dresden, Waisenhausstraße 36[4]
- Aug. Schulze, Inh. d. Fa. F. W. Kretzschmar Nachf., Lederwaren, Dresden, Prager Straße 58[3]
- C. O. Schumann, Inh. d. Fa. C. W. Scheffler, Glaswaren, Leipzig, Wintergartenstraße 10[3]
- J. Ernst Schumann, Konditorei, Dresden, Wilsdruffer Straße 20[3]
- Karl Ernst August Seipt, Inh. d. Fa. H. E. Philipp, Wein, Dresden, An der Kreuzkirche 2[3]
- C. E. Stange, Hoftraiteur, Dresden, Neustädter Personenbahnhof[3]
- August Starke, Schneider, Leipzig, Grimmaische Straße 23[3]
- Carl Steinchen, Hofmundbäcker, Dresden, Georg-Platz 8[3]
- Hermann Wilhelm Suntheim, Firma F. E. Philipp, Blumenstraße 50[10]
- Oskar Vent, Hofklempnermeister, Dresden, Georg-Platz 6[3]
- Ludwig Weymuth, Hoffriseur, Dresden, Hauptstraße 5, später Rähnitzgasse 22[3]

## Hoflieferanten Ihrer Königl. Hoheit weiland der Frau Prinzessin Johann Georg
- H. C. A. Barthel, Seidenwaren, Dresden, Waisenhausstraße 30[3]
- Firma O & G Bartsch, Inhaber: Otto Bartsch und Gertrud verehel. Bartsch, Blumen und Pflanzenhandlung, Prager Straße 6, waren noch Königl. Sächs. Hoflieferanten und Hoflieferanten in Sachsen-Meiningen[5]
- Robert Günschel, Inhaber der Fa. C. F. Günschel und Emil Stock, Krawatten, Dresden, Seestraße 5[3]
- Moritz Hartung, Passementerie (mit Posamenten verziertes textiles Erzeugnis), Dresden, Waisenhausstraße 19 und Hauptstraße 36[3]
- Marie Pauline Lorenz, Witwe von August Lorenz, Pelzwaren, Dresden, Galeriestraße 1[3]
- Sidonie Meißner, Konfektion, Dresden, Mosczinsky Straße 2[3]
- Bernhard Schuricht, Mitinhaber der Fa. Wilhelm Nanitz, Seidenwaren, Dresden, Prager Straße 14[3]
- Emil Süß, Inhaber der Parfümerie Süß, Parfüm und Seifen, Dresden, Prager Straße 20, (siehe Anzeige)[3]
- Albert Friedrich Wilhelm Treumann, Friseur, Dresden, Waisenhausstraße 24[7]
- Ernst Albin Ziegler und Hermann Arno Ziegler, Inhaber der Firma B. Hepke, Manufaktur und Modewarenhandlung, Seestraße 10[7]
- Max Zipfel, Mitinhaber der Fa. Wilhelm Nanitz, Seidenwaren, Dresden, Prager Straße 14[3]
- Oscar Zscheile, Kunst- und Luxusgegenstände, Lederwaren, Dresden, Prager Straße 13[5]

## Hoflieferanten Sr. Königl. Hoheit des Prinzen Max, Herzogs zu Sachsen
- Friedrich Dürre, Hotel Thüringer Bahnhof, Restaurant, Leipzig, Blücherstraße 2[3]
- Franz O. Eckard, Inhaber von Baarmann’s Nachfolger, Restaurant, Leipzig, Katharinen Straße 3[3]
- O. Graubner, Schuhwaren, Leipzig, Grimmaische Straße 33[3]
- Wilhelm Mittentzwey, Bilderrahmen, Leipzig, Grimmaische Straße 26[3]
- Gg. Th. Neumann, Krawatten, Dresden, Obergraben 1[3]
- Em. Päge, Weinhandel, Leipzig, Hain-Straße[3]
- C. F. Rudolph, Seilerwaren, Leipzig, Gerberstraße 15[3]
- C. O. Schumann, Inhaber der Firma C. W. Scheffler, Glaswaren, Leipzig, Wintergartenstraße 10[3]
- E. A. Starke, Schneider, Leipzig, Grimmaische Straße 23[3]

## Hoflieferanten Sr. Königl. Hoheit weiland Prinz Albert, Herzogs zu Sachsen
- C. Herm. Balke, Frisörmeister, Leipzig, Petersstraße 22[3]
- G. H. Förster, Wäsche aller Art, Dresden, Georg-Platz 2[3]
- Richard Heyne, Traiteur, Leipzig, Roßplatz 5[3]
- Fr. Osw. Irmler, Pianoforte, Leipzig, Leplay-Straße 10a und Turnerstraße 4[3]
- Heinrich Miltenberger, Hofschneider, Dresden, Frauenstraße 9[3]
- H. F. Unger, Inhaber der Firma Emil Schubart, Schirme, Dresden, Prager Straße 44[3]

## Sächsische Hoflieferanten nach Städten geordnet

### Adorf
- Emilie Josephine Schmidt, geb. Richter, Fa. F. A. Schmidts Witwe, sowie Oskar Schmidt und Friedrich August Schmidt, Perlmuttfabrik und Perlmuttverkauf, Adorf/Vogtl.[7]

### Annaberg
- Albin Franz Meiche, Hofphotograph, König Albert Straße 1[19]
- Saupe, Fr. Otto, Fleischwaren, Hoflieferant Sr. Majestät des Königs bez. Königl. Sächs. Hoflieferant, Annaberg[20]
- Friedrich August Schumann, Joseph Himbsel, Fa. Himbsel & Wengler, Federschmuck- und Posamentengeschäft[7]

### Aue
- Gustav Kneisel, Photograph, Aue[7]

### Bad Elster
- A. Leo Exner, Pächter vom Kurhaus[7]
- Robert Graul, Hofphotograph Sr. Majestät des Königs, unterhält auch in Plauen ein Geschäft, Bad Elster[20]
- Theodor Krahwinkel, Kurhausbetreiber[7]
- Emil Tietze, Hofphotograph Sr. Majestät des Königs[7]

### Bautzen
- August Förster, Hofpianofortefabrikant Sr. Majestät des Königs, auch in Dresden und Löbau, Bautzen[20]
- E. G. Leuner, Inh. Reinhard Leuner, Sattler und Riemer, Schulstraße 5, Hoflieferant Sr. Majestät des Königs, Bautzen[20]
- Alexander Matthaey, Photograph[7]
- Richard Nierth, Fleischerobermeister, Wendischestraße 18[21]

### Bischofswerda
- Heinrich Gräfe, Weinhändler, Carolastraße 5[7]
- Lange, Paul, Altmarkt 3, Baumkuchen, Hoflieferant Sr. Majestät des Königs bez. Königl. Sächs. Hoflieferant, Bischofswerda[20]

### Borna
- Friedrich Schilling, Traiteur, Wassergasse 89, Hoflieferant Sr. Majestät des Königs bez. Königl. Sächs. Hoflieferant, Borna[3]

### In Cämmerswalde
- Carl Gotthold Scheinpflug, Gastwirt, Cämmerswalde, hatte auch noch ein produktbezogenes Hofprädikat[7]

### Chemnitz
- Oskar Hermann Arnold, Kolonialwarengroßhandlung und Kaffeerösterei, Königstraße 15[7]
- Moritz Kickelhayn und Otto Paul Kickelhayn, Fleischwaren, Marktgäßchen 6, im Stadtteil Neustadt-Siegmar, Hoflieferant Sr. Majestät des Königs bez. Königl. Sächs. Hoflieferant, Chemnitz[20]
- C. A. Klemm, Musikalien aller Art, Roßmarkt, Hoflieferant Sr. Majestät des Königs bez. Königl. Sächs. Hoflieferant[20]
- Firma Frank & Just, Inh. Edmund Georg Just, Edmund Johannes Just und Edmund Justus Just, Edmund Justus Aust, Weingroßhandel, Altchemnitzer Straße 50[7]
- Franz König und Emma König, Inhaber vom Bahnhofsrestaurant Hauptbahnhof Chemnitz[7]
- Joh. Friedr. Kräblin, Bürsten und Toiletteartikel, Hoflieferant Sr. Majestät des Königs bez. Königl. Sächs. Hoflieferant[20]
- Posner & Meyer, Pferdehändler, Zwickauer Straße 154[22]
- Max Heinrich Schmidt, Mostrich und Weinessig, Hoflieferant Sr. Majestät des Königs bez. Königl. Sächs. Hoflieferant[20]
- Schunke, Hotel Römischer Kaiser, war ein bevorzugtes Hotel mit entsprechenden Diplom Hoflieferant[20]
- Paul Werner, Putz-, Mode- und Weißwarenhandlung, Klosterstraße 27[23]
- Max Wirth, Kunstblumen, Hoflieferant Sr. Majestät des Königs bez. Königl. Sächs. Hoflieferant[20]
- Zöllner & Morell, Wein, Hoflieferant Sr. Majestät des Königs bez. Königl. Sächs. Hoflieferant[20]

### Coswig
- Carreño d´Albert, Teresa Carreño, Pianistin und Komponistin, Villa Teresa[7]

### Crottendorf
- Louis Franke, Spitzenhändler[7]
- G. H. Prinz, Spitzenhändler, Crottendorf, auch in Hannover[7]

### Döbeln
- Otto Knorr, Traiteur, Bahnhof, Hoflieferant Sr. Majestät des Königs bez. Königl. Sächs. Hoflieferant, Döbeln[3]

### Dresden, alphabetisch sortiert

Werbeanzeige C. August Berbig in Dresden von 1906

Werbeanzeige von J. H. Bluth aus Dresden von 1904

Königl. Sächs. Hofbuchhandlung H. Burdach, Warnatz & Lehmann, vormals Walthersche Hofbuchhandlung, gegründet 1672, Dresden-A., Werbeanzeige von 1904

Werbeanzeige Töpfermeister G. Busche von 1917

Werbeanzeige eines Hoflieferanten aus Dresden von 1911

Werbeanzeige Franz Fröhlich in Dresden von 1906

Werbeanzeige der Hof-Spediteure Eduard Geucke & Co. um 1890

Ein Hofmundbäcker aus Dresden wirbt in einer Anzeige von 1904

Werbeanzeige vom Hoflieferanten Ernst Kaps von 1903

Werbeanzeige C. Robert Kunde in Dresden von 1906

Werbeanzeige J. Ferdinand Nolte, war 1904 Hofschlosser in Dresden

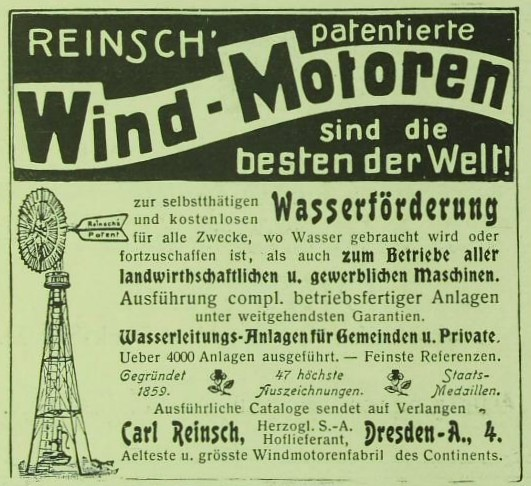
Werbeanzeige von Carl Reinsch aus Dresden von 1905

Parfümerie Süss war ein Hoflieferant in Dresden um 1896

Werbeanzeige der Uhrenmanufaktur Thimig in Dresden von 1904

Werbeanzeige vom Hofbüchsenmacher G. Ulbricht aus Dresden 1905

Werbeanzeige vom Hoflieferanten Julius Zschucke aus Dresden von 1912

Werbeanzeige vom Hoflieferanten Bernhard Zuckschwerdt aus Dresden von 1904

#### A
- Gustav Adolph Adam, Hofmundbäcker, Schloßstraße 12[5]
- Arno Ahnert, Fischhändler, Zinzendorfstraße 14[5]
- Franz Joseph Albert, Firma C. A. Albert, Glanzwichsefabrik, Terrassengasse 13 b[24]
- Karl Leopold Horst Altner, Fa. Graf & Kanitz, Zigarrenhändler, Bautzner Straße 7[6]
- Altstädter Molkerei und Milchkuranstalt Gustav Winkler Nachf. Paul Reh, Reitbahnstraße 17, Filialen: Lieliengasse 12, Schäferstraße 9, Ostra-Allee 24, Alaunstraße 18, Kreutzerstraße 2, Elisenstraße 54, Struvestraße 9, Schnorrstraße 7, Gutzkowstraße 10, Chemnitzer Straße 32 – Löbtau Poststraße 28 – Strießen-Blasewitz: Niederwaldstraße 23 – Weißer Hirsch: Bautzner Straße 29[3]
- Jul. Herm. Angermann, Bäcker, Webergasse 35[3]
- F. Wold. Anhalt, Korkwaren, Am See 16[3]
- Carl Anhäuser, vorm. R. Ufer Nachf., Porzellan- und Majolika-Warenhaus, Moritz-Straße 13[3]
- Anthracitwerke Gustav Schulze G.m.b.H., Öfen, Johannesstraße 1[3]
- Emil Arendt, Fischhandlung, Flemmingstraße 6[25]
- Ernst Arnold, Gemälde und Kunst, Sporergasse 1[3]
- Paul Louis Augustin, Pferdehändler, Hechtstraße 2q[7]
- James Buchanan Aurig, Kunstanstalt Elbia, Fotograf, Dresden-Blasewitz[7]

#### B
- Ed. K. Bachmann, Hof-Opernsänger[7]
- Hermann Bachmann, Schmuckfabrikant[7]
- Felix Backhauss und August Richard Giebner, Lithographische Anstalt, Kleine Brüdergasse 5, auch die Fa. Fürstenau & Co. gehörte dazu[3]
- Wilhelm von Baensch und William von Baensch, Kgl. Hofverlagsbuchhändler, Waisenhausstraße 34[19]
- Leonhard Baeumcher und Carl Anton Baeumcher, Fa. Baeumcher & Co., Gummi- und Guttaperchawarenhandlung, Wilsdruffer Straße 2 und Seestraße 2, sie waren auch Kgl. Bayerische Hoflieferanten und Hoflieferanten im Großherzogtum Mecklenburg-Schwerin[19]
- Baeumscher & Co., Elektrotechnische Artikel, Wilsdruffer Straße 2 und Seestraße 2[3]
- Bagier & Co., Inh. Johann Christian Schlüter, Antiquitäten, Seestraße 6[3]
- Carl Barthel, Vergolder[7]
- C. Heinr. Barthel, Putz- und Modewarenhaus, Federschmuck, Waisenhausstraße 30[26]
- Firma O & G Bartsch, Inhaber: Otto Bartsch und Gertrud verehel. Bartsch, Blumen und Pflanzenhandlung, Prager Straße 6[5]
- Louis Oswald Bäseler, Bäckermeister bei der Firma Eduard Steinchen, 1915 für Lieferung diverser Backwaren, Georgplatz 9[27]
- Louis Bauer, Kunst- und Musikalienhändler[7]
- Julius Wilhelm Oscar Baumann, Parfümerie- und Toilettenwarengeschäft, Frauenstraße 10[5]
- Baumann & Sendig, Inh. Friedrich August Sendig und Maria Sendig, geb. Müller, Papierhandlung und Sämerei, Altmarkt, Ecke an der Kreuzkirche[3]
- Franz Ferdinand Bäumert, Wild- und Geflügelhandlung, Heinrichstraße 1[6]
- Prof. Carl Reinhold Becker, Komponist, Ammonstraße 1[28]
- Hermann Richard Beeg, Inh. der Firma Hermann F. Beeg, Klempnerei, Falkenstraße 26[5]
- Julius Gotthard Beer und Hans Glattinger, Fa. Otto Mayer, vormals Hugo Thiele, Photographen, Prager Straße 38[15]
- Ernst Alfred Beggerow, Desinfektionsmasse- und Seifenfabrik, Salzgasse 15[10]
- A. Beisert, Hof- und Bäckermühle G.m.b.H., Annenstraße 30[3]
- C. Aug. Berbig, Betten und Bettfedern (siehe Anzeige), Scheffel-Straße 4[3]
- Carlos Frederico Bercht, Fa. Peyer & Co., Wein-, Tee- und Zigarrenhandlung, 1912, Scheffelstraße 2[12]
- Bergmann & Co., Parfümerie und Seife, Feinseifen- und Parfümfabrik Bergmann & Co., Schießgasse 3[3]
- Heinrich Berner, Schuhmacher[7]
- Gebrüder Bernhardt, Inh. Eduard Bruno Bernhard, Dekorateur, Täschner und Tapezierer, Ferdinand-Straße 3/5[3]
- Chr. Berteaux, Papierhandlung, Moritz-Straße 16[3]
- Friedrich Rudolf von Berthold, Hofantiquar und Emil August Klaehn, Zigarrenhändler, Zahnsgasse 17[29]
- Ernestine Bertram und Friedrich August Bertram, Klempnerei, Feldgasse 4[24]
- P. Bessert-Nettelbeck, Fahnen und Stickerein, Victoria-Straße 15[3]
- Adolph Beyer, Modehändler[7]
- Friedrich Richard Biehl, Firma M. Tauber, optisch-okulistisches Institut und physikalisches Magazin, Optiker, Schloßstraße 10[30]
- F. Bienert, Hofkunstmühle, Dresden-Plauen, Kirchstraße 26[3]
- Paul Binnewald, Segel-, Zelt- und Planenfabrik, Theresienstraße 1[5]
- Firma Alfred Blembel, Inh. Karl Walter Kunath, Drogist[6]
- Gottlob Friedrich Gustav Blembel, Adam Gottlob Blembel, Gotthelf Blembel, Fischhändler Blembel, Fischhofplatz 5, ab 1845 Hoflieferantentitel[31]
- J. H. Bluth, Wäsche und Gardinen (siehe Anzeige), Prager Straße 9[3]
- Julius Blüthner, Flügel, Prager Straße 12[3]
- H. Bock, Musikalien, Prager Straße 9[3]
- Johann Bock, Schuhwaren, Seestraße 11[3]
- Richard Bode, Hofkürschner, Rosmaringasse 4[32]
- Bodega & Co., the Continental, Wein, Waisenhausstraße 14[3]
- Edmund Bolbe, Buchbinder, Johann-Georgen-Allee 14[5]
- Johann Wilhelm Bongers, Paul Georg Wunderwald und Carl Heinrich Leonard, Dresdner Schulbankfabrik A. Lickroth & Co., Dresden-Niedersedlitz, Strehlener Straße 37[15]
- Hugo Borack, Manufakturwaren, Seestraße 4[3]
- Otto Bormann, Buchbinder[7]
- August Boy, Klempner, Friedrichstraße 6[5]
- Otto Boyde, Mineralwasser, Königsbrücker Straße 47[3]
- Otto Reinhard Böhm, Fabrikant und Vorzeichner von Stickerein, an der Kreuzkirche 3[5]
- Doris Böhme, Musikerin, bekam den Titel Königliche Kammervirtuosin[6]
- Julius Böhmer, Zinngießer[7]
- Ernst Böning, Zauberkünstler[7]
- Richard Robert Börner, Hotelier[7]
- Hermann Alfred Bösenberg und Franz Gustav Heino, Lampen- und Kronleuchterfabrik, Serrestraße 5 und 7[15]
- Heinrich Bösolt, Sporer, Gürtler, Jüdenhof 5[33]
- Ernst Braune, Bäckermeister, Gebröde und Lieferungen von kompletten Frühstücken, Schloßstraße 19, wurde 1867 Hoflieferant[7]
- Gottfried Louis Braune, Bäckermeister, Lieferungen von Gebröde, Kaffee und Backwaren, Schloßstraße 19, wurde 1857 Hoflieferant[7]
- Ad. Brauer, Musikalien, Hauptstraße 2[3]
- J. F. Brems & Co., Weingroßhandlung, Kreuzstraße 1[34]
- Ad. Brendler, Gürtler, Pillnitzer Straße 50[3]
- E. M. Bretschneider, Delikatessengeschäft, Große Plauensche Straße 37[3]
- Wilhelm Paul Bretschneider, Inh. der Fa. Eduard Steinchen, Bäcker und Konditor, Georgplatz 8[5]
- Richard Otto Bretschneider, Tischler, Dresden-Schönfeld[7]
- Gustav Paul Theodor Hans Breusing, Fa. Bernhard Zuckschwerdt, Tabak- und Zigarrenhandlung, große Brüdergasse 1 und Schloßstraße 5 b[12]
- Anna Bringkmann, Hugo Otto Bringkmann, Obsthändler und Wildbrethandel, Fischhofplatz 7[30]
- F. Bringkmann, Inh. Ernst Heinrich Jungrichter, Geflügel, Webergasse 11 und in Niedersedlitz[3]
- Gottreich Hermann Bühling, Posamentierer[7]
- Otto Heinrich Büttner, Blumengeschäft Knauer & Co., Johannstraße und im Hauptbahnhof[5]
- Heinrich Bucker, Photograph[7]
- H. Burdach, Rudolf Johannes Alfred Heinze, Königl. Sächs. Hofbuchhandlung, Johann-Georgen-Allee 25 (siehe Anzeige)[5]
- Hermann Friedrich Bürger, Hofsattler, Hauptstraße 8[35]
- Gustav Busche, Töpfermeister, Seidnitzer Straße 11 (siehe Anzeige)[5]

#### C
- Café Beyer, Inh. Friedrich Ernst Kretzschmar, Wilsdruffer Straße 20[12]
- Ludwig Theodor Choulant, Hofmaler und Architekturmaler, Strießnerplatz 5[35]
- Christoph & Renner, Bilderrahmen, Vergolder, Georg-Platz 15[3]
- Cigarettenfabrik „Xanthi“, A. Schulmann, Reissiger-Straße 47, Geschäftslokal: Victoria-Straße 4[3]
- Firma Hermann Conradi, Inh. Bernhard Conradi, Lebkuchenfabrikant und Conditorei, Seestraße 3[3]

#### D
- Siegwart Dahl, Tiermaler, Blasewitzer Straße 1 und Blumenstraße 39[36]
- Bruno Dathe, Parfümerie und Essenzen, Königsbrücker Straße 69[3]
- Joh. Daubner, Vergolder, Prager Straße 31[3]
- Heinrich Wilhelm Deicke, Nachf. und Berta Baumann, geb. Schramm, Inh. Carl Heinrich Baumann, Chirurgische Artikel, Johannes-Straße 13[3]
- Deertz & Ziller, Konfektion, Prager Straße 42[3]
- C. W. Dietz, Galanterie- und Spielwaren, Circusstraße45[3]
- J. C. H. Dietze, Kupferschmied, Oderseegasse 6[3]
- Heinrich Dittmar, Inhaber der Firma Gebrüder Rottig, Hofoptiker, Bürgerwiese 17[7]
- Prof. Felix Draeseke, Komponist und Musiklehrer, Johann-Georgen-Allee 33[28]
- Dresdner Gravier- und Prägeanstalt Cohne & Northmann, Inh. Eduard Cohne und Amadeus W. Northmann, Seestraße 21[3]
- Dresdner Lederwarenfabrik Gebr. Hast, Freiberger Straße 45/47 und Papiermühlengasse 9[3]
- Dresdner Reiseutensilien- und Lederwarenfabrik, G. L. Lippold, Inh. Luithard Karl Lippold und Frieda Pauline Lippold, Trompeterstraße 6[3]
- Dresdener Schulbankfabrik A. Lickroth & Co., Inh. Heinrich Leonhardt, Dresden, Strehlener Straße 37, Fabrik in Dresden Niedersedlitz, war auch noch Hoflieferant im Herzogtum Sachsen-Altenburg[5]
- Gustav Adolph Dressler, Tabak- und Zigarrenhändler[7]
- Eduard Friedrich Adolph Dressler, Fa. Knoke & Dressler, Fabrikation und Handel ärztlicher Instrumente und Einrichtungen, Schießgasse 8[10]

#### E
- Friedrich Theodor Paul Ebeling und Franz Oskar Bernhard Cröner, Beleuchtungswarenhandlung, Prager Straße 28[9]
- Gebrüder Eberstein, Heinrich Otto Eberstein und Julius Wilhelm Eberstein, Haus- und Küchengeräte, Altmarkt 6/7[3]
- Emil Eckert und Paul Echert Kgl. Hofgoldschmied, Gold- und Silberwaren, Moritz-Straße 6[3]
- Max Eibenstein, Buchbinder, Reichsstraße 2[3]
- Moritz Elimeyer und Fritz Jacoby, Juwelier, Jüdenhof 1, war Kgl. Sächs. Hofjuwelier, Hofjuwelier der Königin von England und Hofjuwelier des Herzogs von Sachsen-Coburg und Gotha[37]
- Rosalie Elsner, Margarethe König und Max William König, Fa. Rosalie Elsner, Putzwaren, Prager Straße 9[3]
- F. W. Emmerich, Schneider, Waisenhausstraße 25[3]
- Hugo Engler, Hofphotograph, Postkarten, Ansichtskarten, Strehlener Straße 47[38]
- Max Alfred, Fa. C. A. Klemm, Hofmusikalienhändler, Müller-Berset-Straße 14[12]
- Erste Dresdner Kaffee-Rösterei mit Motorenbetrieb, Ehrig & Kürbiß, Inh. Paul Theodor Ehrig und Friedrich Oskar Kürbiß, Kaffeehandlung, Webergasse 8[3]
- August Eschenbach, Blechblasinstrumentenmacher[7]
- Friedrich Eyssen, Photograph, Christianstraße 6[10]

#### F
- J. H. Federer, Inh. Wilhelm Gutmacher und Richard John, Möbeltransporte und Spedition, Schreibergasse 21[3]
- Karl Heinrich Feldmann, Arthur David Christoph, Carl Alfred Beck, Firma Abraham Dürninger & Co, Herrnhut, Bautzen, Dresden und Leipzig[10]
- Joseph Ferstl, Graveur Buchdruckereibesitzer und Lithograph, Louis Klemich, Lithograph, Firma Louis Klemich & Ferstl, Zwingerstraße 2[30]
- A. K. Mor. Fickert, Hofgold- und Silberarbeiter, Frauenstraße 3[37]
- Theodor Fiebiger, Pächter des Restaurants Belvedere auf der Brühlschen Terrasse, Hoftraiteur[13]
- Georg Fischer und Cuno Moeller, Nähmaschinenhandlung G. Neidlinger, große Kirchgasse 1 und Badergasse 29 und 30[14]
- Andreas Johann Fischer, Arno Süssmilch und Oswald Süssmilch, Fa. Pietro Del Vecchio, Kunsthändler[7]
- Alfred Flade und Hedwig Elisabeth Flade, geb. Preißker, Delikatessengeschäft, Ferdinand-Straße 6[3]
- Eduard Wilhelm Flügel, Hof-Steinmetzmeister, Holbeinstraße 14/16 und Blumenstraße 10 e[30]
- Anna Elise Franz, geb. Scheibner, Fruchthaus, Plauenscher Platz 3[5]
- Johann Frey und Natalie Irrgang, geb. Pfennigwerth, Papierhandlung Johann Frey, Georgplatz[39]
- Antonie Friedel, Hofmusikalienhändlerswitwe, Schloßstraße 17[33]
- August Förster, Hofpianofortefabrikant Sr. Majestät des Königs, auch in Bautzen und Löbau, Dresden[20]
- Carl Heinrich Förster, Fa. August Zschöckel, Geflügelhändler, Webergasse 16[40]
- G. H. Förster, Leinen, Baumwollwaren, Georgplatz 2, (siehe Anzeige)[3]
- Heinrich Otto Franke, Hof-Gürtler, Langestraße 51[29]
- Julius Ehregott Franz, Fa. Pirner & Franz, Erzgießerei, Zietenstraße 12[32]
- Ludwig Carl Wilhelm Freystedt, Zigarren-, Wein- und Biergeschäft, auch in Berlin[13]
- Anton Walther Friedel und Johann Bernhard Friedel, Firma Bernhard Friedel, Musikalienhändler, Blochmannstraße 5[29]
- Ernst August Friedrich und August Eduard Friedrich, Schuhmacher, Galeriestraße 7[35]
- O. B. Friedrich, Möbel, Georg-Platz 12[3]
- Franz Fröhlich, Inh. Alfred v. Böhme, Fabriklager von Kottilon und Kartonagen (siehe Anzeige), Am See 11[3]
- Friedrich Ferdinand Fürstenau und August Richard Giebner, Lithographen, Pirnaischestraße 24[30]

#### G
- Friedrich Gappisch, Badeanlagen-Badewannen, Marien-Straße 11[3]
- Ferdinand Gärtner, Bäckermeister[7]
- Friedrich Paul Gärtner, Färberei, Hauptstraße 21[15]
- Elimar Gebert, Parfümerie und Friseur, Prager Straße 13[3]
- Geissler & Hast, Militäreffekten, Freiberger Straße 49 und König Georg-Allee 15[3]
- Hermann Geißler und Hermann Hoy, Riemer und Sattler, Sporergasse 4[3]
- Geller Nachf., Reinhold Deckert, Malutensilien, Prager Straße 19[3]
- Wilhelm August Gensch, Hutmacher[7]
- Eduard Geucke & Co., Möbeltransporte, Kgl. Sächs. Hof-Spediteure, Ferdinandplatz (siehe Anzeige)[41]
- Felix Geyer, Blumen und Pflanzen, Sophien-Straße 2[3]
- Oskar Giebler, Sattler, Georgplatz 10[5]
- Heinrich Georg Ottomar Gieße, Fa. Hermann Hensel, Stroh- und Filzhutfabrik, Zinzendorffstraße 51
- Paul Reinhold Gießgen, Hermann Louis Hanns, Franz Xaver Wokurka, Fleischerei, An der Mauer 2[3]
- Heinrich Gläser, Sattler, Rampischestraße 6[3]
- Bernh. Gnauck, Wagen, Flemming-Straße 11[3]
- Friedrich Wilhelm Gottlöber, Nachf. Emil Möbius Niederführ, Fleischwaren, Prager Straße 18[3]
- Andreas Woldemar Gottschalch, Möbelgeschäft, Cranachstraße 5[9]
- Firma Ernst Göcke, Porzellan, Wilsdruffer Straße 16 und Feldgasse 15[3]
- Clemens Max Göhler und Richard Philipp Göhler, Chinasilberwarenhandlung T. F. Göhler, Schöffergasse 12[36]
- Firma E. G. Göhler & Söhne, Kohlenhandlung, Töpferstraße 7, Hof-Fuhrhalter des Königs von Sachsen[5]
- Karl Paul Göhler und Hermann Max Göhler, Hoffuhrhaltung, Beerdigungsanstalt „Zum Frieden“, Augustusstraße 6[32]
- Adolph Göhring, Conditorei und Café, Königlicher Hofmundbäcker (siehe Anzeige), Schlossstraße 19[3]
- Carl Wilhelm Grämer, Posamentenfabrik, Töpfergasse 11[36]
- R. von Grumbkow, Buchhandlung und Verleger, Dresden-Blasewitz, Marschall-Allee 22[3]
- Carl Gründig, Büchsenmacher, Waffen, Schlossstraße 10[3]
- G. A. Grützner, Buchbinder, Kleine Meißner Gasse 4[3]
- Gustav Otto Günther, Papier- und Schreibwarenhandlung, Königsbrücker Straße 99[5]
- C. F. Günschel, Handschuhe und Krawatten, Seestraße 5[3]
- Ludwig Gutbier, Hofkunsthändler, Schloßstraße 34[10]
- Johann Louis Guthmann, Wachs- und Parfümeriewaren, Prager Straße 34[10]
- J. F. Gutkäs, Hofuhrmacher und Schloßthürmer, große Brüdergasse 28[42]

#### H
- Arthur und Willy Haft, Firma August Krögis & Co., Kohlehandlung, Sachsenallee 2[10]
- Richard Hagedorn, Kolonialwaren- und Destillationsfabrik[7]
- Gebrüder Hagemann, Rudolf Hildebrand und Oskar Iser, Kaffee- und Theehandlung, Wilsdruffer Straße 38[3]
- Hagspiel & Co., Gustav Robert Hagespiel, Flügel, Falkenstraße 12[3]
- P. Chr. Hahn Nachf., Inhaber Ernst Josef W. Müller, Hofphotograph, Ferdinand-Straße 11[3]
- Rudolf Hahn, Gottlob Eduard Hahn, Heinrich Philipp Leykauf und Carl Reinhold Sperling, Fa. Leykauf & Hahn, Schneiderei[7]
- Hans Hanfstengel, Hofphotograph, Stallstraße 1[37]
- Johann Gottlob Wilhelm Hanschke, Meißner Ofen-Niederlage von Wilhelm Hanschke, Töpfer, Grunaer Straße 7[32]
- A. Hammig, Hofinstrumentenmacher, Musikinstrumente (Geigen), Moritz-Straße 16[3]
- Johann Heinrich Hantsch, Inh. Oskar Alwin Richter, Weingroßhändler und Hof-Weingroßhandlung, König-Johann-Straße 15[5]
- Hartmann & Ebert, Inh. Max Alexander Hartmann, Hubert Theodor Arthur Valerian Reisewitz, Dekorateure, Victoria-Straße 28/30[3]
- Hartmann & Saam, Inh. Max Saam und Paul Engelbert Hartmann, Tapisseriemanufaktur Bildwirkerei, Schloßstraße 17[36]
- Moritz Hartung, Sammet und Passementerie, (mit Posamenten verziertes textiles Erzeugnis), Waisenhausstraße 19 und Hauptstraße 36[3]
- Firma Hartwig & Vogel, Inh. Heinrich Vogel jun., Schokoladenfabrik, Altmarkt 15 und Rosenstraße 32[5]
- Hast & Uthoff, Militäreffekten und Gürtler, Am Markt 9 und König-Georg-Allee 15[3]
- Carl Hauer, Bildhauer und Stuckateur, Seilergasse 14[3]
- Carl Gottfried Hauffe, Brauer und Brauverwalter, Amalienstraße 16[4]
- Carl Friedrich Hermann Haugk, Nachf., Alexander Paulinus Andorf, Hüte, Prager Straße 37[3]
- Paul Hauswald und Joseph Hauswald, Bäckerei und Conditorei, Pirnaische Straße 36[43]
- Gustav Adolph Händel, Feuerspritzenfabrikant[7]
- Ferdinand Louis Hänsch, Juwelier[7]
- E. Hänselmann, Schlosser, Fleischergeräte, Leipziger Straße 10 und 36[3]
- Georg Häntzschel und Albine Marie Häntzschel, geb. Merkel, Parfümerie und Drogerie, Struve-Straße 2[3]
- Rudolf Häntschel, Tuchgeschäft, ehemals Fa. Henniger & Co., Altmarkt 18[35]
- Eduard Hebenstreit, Schneider[7]
- B. Heber, Billardfabrikant, Jagdweg 18[14]
- Richard Max Hecht und Richard Paul Hecht, Inh. der Fa. Max Hecht, Wäscheausstattungen, Wallstraße 6[5]
- F. A. Heckel, Musikinstrumente (Blasinstrumente), Carolinen-Straße 12[3]
- Theodor Heider, Schneider, Waisenhausstraße 8[3]
- F. J. Hein, Wildbrethandlung, Anton-Straße 4[3]
- Andreas Heine, Schuhwaren, Victoria-Straße 12[3]
- H. Heine, Schlosser, Pirnaischestraße 9[35]
- Paul Heinrich, Parfümerie und Friseur, Prager Straße 21[3]
- Robert Heinrich, Dachdecker und Baumaterialien, Königsbrücker Straße 18[3]
- Adolf Ernst Alfred Heinze, Tischler, Marschallstraße 53[5]
- Heiser & Co., Wilhelm Heiser, Heizungs- und Ventilationsanlagen, Haydn-Straße 9[3]
- J. A. Henckels, Stahlwaren, Niederlage Wilsdruffer Straße 7[3]
- Hermann Friedrich Hensel und Friedrich Theodor Richter, Stroh- und Filzhutfabrik, Pirnaischestraße 26[3]
- Peter Henseler, Bildhauer und Stuckateur, Güterbahnhofstraße 10[3]
- Friedrich August Hermann, Musikalienhändler[7]
- Georg Herrmann, Bijouteriewaren und Fächer, Waisenhausstraße 17[3]
- Julius Herrmann, Zinngießer, große Frohngasse 1[37]
- Louis Herrmann und Rudolf Herrmann, Drahtwaren, Zwickauer Straße 33, Geschäftslokale: Georg-Platz 1 und Am See 28[3]
- Friedrich August Emil Heuer, Fa. Gläser-Karosserie, Luxuswagenfabrikant, Werke in Dresden, Rampische Straße 6[40] und Radeberg, Pulsnitzer Straße 7[44]
- Heydel, Optikermeister, Josephinenstraße 21[37]
- Heinrich Hess und Hermann Hess, Firma Schnorr & Hess, Kgl. Hof-Schieferdecker, Schützengasse 17[30]
- Gustav Hesse, Tapisseriewarengeschäft, Webergasse 39[35]
- Carl Heß, Kgl. Kammer-Virtuos, Pianist und Musiklehrer, Lüttichaustraße 7[30]
- Heinrich Heß, Tapeten, Möbelstoff-, Teppich- und Gardinenhandlung, Seestraße 21[5]
- Friedrich Gustav Adolph Hessel, Spediteur, Lotterieeinnehmer, Scheffelstraße 7[33]
- Adolph Hermann Hildebrandt, Inh. der Firma Kelle & Hildebrandt, Hofschmiedemeister, Webergasse 15[33]
- Gottlob Ferdinand Hillmann, Spiegelfabrikant, Ostraallee 17a[37]
- Gustav Hippe, Seifenartikel, Grunaer Straße 8[3]
- Hirsch & Co., Inh. Isidor Merländer, Konfektion und Pelze, Prager Straße 6/8, hatten auch an anderen Höfen ein Hofprädikat[43]
- Robert Hoffmann, Kurz- und Galanteriewarenhändler, Waisenhausstraße 8[36]
- Robert Hoffmann, Möbel, Falkenstraße 7[3]
- Johann Martin Hohlfeld, Tabakgroßhandlung, Töpferstraße 1[5]
- Moritz Hopffe, Tapetenfabrikant, Neuegasse 10[37]
- Berta Hoschke, Friseurin, Kgl. Hoffriseuse, Lüttichaustraße 15[45]
- Höckner's Buchhandlung, Carl Adolph Immanuel Höckner und Carl Adolph Elisa Höckner, Inh. Julius Victor Carl Damm, Hauptstraße 5[3]
- Bohumila Höffert, geb. Wehle und Wilhelm Höffert, Hofphotograph, Prager Straße 7, waren auch im Großherzogtum Mecklenburg-Schwerin Hofphotograph[9]
- Hromadka & Jäger, Nachf., Biskuits und Waffeln, Dresden-Plauen, Wasserstraße 36/37, Filiale am Ferdinands-Platz[3]

#### I/J
- Johannes Friedrich Jahn, Hoforgelbauer, Julius Jahn & Sohn, Humboldtstraße 8 und Josephinenstraße 18[15]
- Moritz Jahn, Havannazigarren-Importgeschäft, Waisenhausstraße 13[33]
- Georg Gotthold Fedor Jank und Johannes Georg Jank, Fischwaren, Breitestraße 19 und Flemming-Straße 8[3]
- Gustav Jähne, Gold- und Silberwaren, Georg-Platz 10[3]
- Gebrüder Jehmlich, Orgelbauer, Großenhainer Straße 28[3]
- Albert Johann, Dekorationsmaler, an der Bürgerwiese 8[37]
- Heinrich John, Restaurant am Hauptbahnhof, Prager Straße 42 sowie Bierverleger und Betreiber des Waldschlösschen-Brauerei-Restaurants[3]
- Wilhelm Hermann Richard John, Fa. J. H. Federer, Königlicher und Kronprinzlicher Hofspediteur, Hamburger Straße 17[46]
- Jordan & Timaeus, Schokolade, Alaunstraße 73, Geschäftslokale: Kaiser Wilhelm-Platz 6 und Schlossstraße 9[3]
- Gustav Junck, Schneider, Victoria-Straße 8[3]
- Hermann Jung, Schneider, König Johann-Straße 19[3]

#### K
- August Kaden, Hofkutscher, Hundsgasse 48[47]
- Ernst Eugen Kaps, und Clara Emilie Kaps, Pianoforte Ernst Kaps Klavierfabrik, Seminarstraße 20, später Lockwitzer Straße 26 (siehe Anzeige)[3]
- F. A. Katzschke, Buchbinder, Schössergasse 5[3]
- Max Katzschner vorm. H. Opitz, Friseur, Postplatz[3]
- Kaufmann's Buchhandlung, Inh. Rudolf Heinze, Kgl. Sächs. Hofbuchhändler, Seestraße 3[5]
- Friedrich Otto Kelch und Ernst Friedrich Wilhelm Kelch, Hof-Kupferschmied, Schmiedegasse 4[36]
- Herm. Kellner & Sohn, Parfümerie und Friseur, Prager Straße 22[3]
- „Kios“ Zigaretten- und Tabak-Import en gros Fabrik türkischer Tabake und Zigaretten, E. Robert Böhme, Trinitatisstraße 28, Geschäftslokal: Prager Straße 6[3]
- C. A. Klemm, Musikalien und Pianoforte, Töpferstraße 2[3]
- C. G. jun. Klette, Kürschner, Pelzwaren und Teppichreinigung, Galeriestraße 7[3]
- Emil August Kletzsch, Fleischermeister, Pirnaische Straße 5[6]
- J. Kliemt, Inh. Rudolf Gatzsch, Papierhandlung, Zahnsgasse 22[3]
- Ernst Gustav Klopfleisch, Schuhmacher, Carusstraße 12[37]
- Cl. Paul Knauer, vorm, Herm. Pressel, Blumen und Pflanzen, König-Johann-Straße und Prager Straße[3]
- Louis Arthur Knauth, Klempner, Brüdergasse 33[7]
- Knoke & Dressler, Chirurgische Artikel, Schießgasse 8[3]
- Knoke & Dreßler, Inh. Peter P. Dressler, F. Arthur Fröhlich und Ed. Ad. Friedrich Dressler, Fabrik für Krankenpflege-Artikel, Grunaer Straße 32[5]
- Auguste Bertha verw. Koch, Konfektion, Räcknitzstraße 5[3]
- Wilhelm Heinrich August Koch, Schlosser, Anfertigung von Schaufenster-Stellagen, große Brüdergasse 6[48]
- Friedrich August Julius Kollark, Mechanikus und Optikus, Wallstraße 19[37]
- Julius Konrad, Blumen und Pflanzen, Bismarck-Platz 16 und Bautzner Straße 16[3]
- Friedrich August Kornmann, Holzzementbedachungen, Kurfürstenstraße 1[14]
- J. M. Korschatz, Hüte, Altmarkt 6[3]
- Franz Köbcke, Hofphotograph, Reißigerstraße 76, war auch Hofphotograph am Hof vom Herzogtum Sachsen-Meiningen[13]
- H. W. Köchel & Sohn, Wein, Bürgerwiese 10[3]
- Friedr. Aug. Kögel, Hotel „Stadt Gotha“, Schlossstraße 11[3]
- Königliche Hofapotheke, Inhaber Hofapotheker Hofrat Dr. Oskar Julius Emil Giesecke, Schlossstraße[3]
- Königliches Konservatorium und Musiklehranstalt, Landhausstraße 11, Bautzner Straße 22, Werde-Straße 22 und Haydn-Straße 9[3]
- Königlich Sächsische Hofbuchhandlung, H. Burdach, Warnatz & Lehmann, vormals Walther'sche Hofbuchhandlung (siehe Anzeige), Schlossstraße 32[3]
- Alexander Königsdörfer, Schneider[7]
- Wilhelm Köppen, Hofwagenbauer und Hofsattler, Amalienstraße 19[33]
- Julius Kollark, Hofmechanikus, Wilsdruffer Straße 28[33]
- Adolph Krause, Parfümerie und Friseur, Bismarck-Platz 4[3]
- Carl Wilhelm Krause, Inh. der Firma G. Adolph Claus Nachfolger, Wachswarendampffabrik und Bleiche, Schäferstraße 97[3]
- Wilhelm Krause, Inh. B. Mathias Krause, Hofbäcker, Bautzner Straße 58[37]
- Margarethe Krebs, Musikerin, bekam den Titel Königliche Kammervirtuosin[6]
- Gustav Emil Kreinsen, Kunstgewerbehändler, Holbeinstraße 6[13]
- Firma Kreiß, Inh. Carl Robert Kreiß, Kristallglaswarenhändler, Schloßstraße 6[37]
- F. W. Kretzschmar Nachf., Riemer und Lederwaren, Prager Straße 58[3]
- Heinrich Julius Kreutzkamm, Max Kreutzkamm, Residenz-Konditorei und Café, Altmarkt 14. Die verschiedenen Besitzer der Familie Kreutzkamm trugen auch zeitweise den Titel Hofkonditor[3]
- August Kuhnen, Hugo Salm und Hedwig Salm, geb. Spiegel, auch in Berlin, Lennéstraße 5[5]
- Agnes Natalie Kuhnert, Hofriemer, Louisenstraße 59[37]
- C. Robert Kunde, Alpacca-Silberwaren und Tafelbestecke (siehe Anzeige), Wallstraße 1 und Prager Straße 31[3]
- Johannes Kupke, Tapisseriewaren Bildwirkerei, Prager Straße 37[3]
- Wilhelm Heinrich Kügler, Edelsteinschneider, Webergasse 1[37]

#### L
- Friedr. Lange, Klempner, Hauptstraße 4[3]
- Rich. Lambert, Photograph, Seestraße 21[3]
- Wilhelm Lampmann, Photograph, Räcknitzplatz 4[37]
- Heinrich Lauer Nachfolger, Carl Gustav Weck Parkettfabrikant, ehemals Frohngasse 8, um 1904 Pirnaische Straße 14[3]
- Louis Läßig, Conditor, Prager Straße 50[37]
- August Ernst Lehmann, Kgl. Hof-Schmiedemeister, Louisenstraße 81[28]
- C. F. Lehmann, Inh. Georg Lehmann, Hutmacher, Scheffelstraße 26 und König Johann-Straße 6[3]
- Lehmann & Leichsenring, Inh. Gottfried Herbst, Delikatessengeschäft, Prager Straße 15. Auch Hoflieferant als Inhaber der Firmen Wessel & Friedrich sowie der Dresdener Konservenfabrik Friedrich & Co[3]
- Franz Leibenfrost & Comp., Wein, An der Frauenkirche 13[3]
- Hans Leibiger und Edmund Schneider, Firma Wilhelm & Leibiger, Fabrik künstlicher Blumen und Federn, Trompeterstraße 15 und 16[33]
- Franz Leipoldt & Co., Jalousien, Körner-Straße 8[3]
- Simon Levi, Kunst- und Schönfärberei[37]
- Gebrüder Liebert, Carl Oskar Liebert und Friedrich Albert Liebert, Glaswaren, Bankstraße 2[3]
- Johannes Limberg und Bernhard Guido Willy Limberg, Conditorei, Prager Straße 10[3]
- Hermann Lindner, Wild- und Geflügelhändler, Heinrichstraße 1[48]
- Gottfried Luithard Lippold und Elfriede Lippold, Reiseutensilienfabrik, Trompeterstraße 19[13]
- Alwine Lietzmann, Firma M. Lietzmann, Mechaniker, Optiker, Schöffergasse 23[35]
- Ernst Lippmann, Firma Friedrich Riebe, Agent und Dienstbotenvermittlung, Victoriastraße 20[35]
- Lobeck & Co., Paul Emil Lobeck und Theodor August Raimund Lobeck, Schokolade und Waffeln, Dresden-Löbtau, Geschäftslokal: Altmarkt 2[3]
- Julius Loebel, Mechanikus und Optikus, Schloßstraße 19[37]
- August Lorenz und Marie Pauline Lorenz, geb. Schäfer, Fa. August Lorenz, Kürschnergeschäft und Pelzwaren, Galeriestraße 1 und später König-Johann-Straße 4[3]
- Gebrüder Ludwig, Gustav Anton Ludwig und Otto Hermann Ludwig, Posamentierer, Pillnitzer Straße 46[3]
- Bruno Otto Alfred Luscher, Akkumulatorenfabrik, Grüne Straße 18–20[5]
- Hans Lutze, Dekorationsmaler, Hammer-Straße 5[3]
- Eduard Luzi, Schmied, Terrassengasse 8[3]

#### M
- Karl Otto Magister, Schuhmachermeister, Neumarkt 14[32]
- Curt Paul Robert Martin, Fa. Carl Paul, Photograph[7]
- Wilhelm Oskar Matusch und Oscar Matusch jun., Königlicher Hofgürtler, Neue Gasse 6[3]
- Heinrich Mau und Carl Mau, Inh. Johannes H. Mau, Gold- und Silberwaren, Hofjuwelier, Friedrichs-Allee 2, später Rungestraße 18, waren auch noch Prinzlich Preußischer Hofjuwelier, Herzoglich Sachsen-Altenburgischer Hofjuwelier und K. K. Österreichischer Kammerjuwelier[3]
- Johanne Alma Märksch, geb. Potempa, Inh. der Fa. Paul Märksch, Kunstfärberei und Chemische Reinigung, Stübelallee 35[5]
- Ernst Meyer, Kleiderhändler, Amalienstraße 21[37]
- K. S. Meyer vormals L. A. Schreiber, Terrazzo- und Cementwarenfabrik, Bünaustraße 26[30]
- Otto Meyer und Johann Babtist Gattinger, vormals Hugo Thiele, Photograph, Prager Straße 38[3]
- Meierei Heinrichsthal, Käse, Zahnsgasse 3[3]
- Friedrich August Meiler, Korsettschneider, Frauenstraße 4[37]
- Meinhold & Söhne, Buchdruckerei und Lithographische Anstalt, Zinzendorf-Straße 29[3]
- Bruno Meißner, Inh. Friedrich Feise, Biere, Kreuzstraße 2[3]
- Sidonie Meißner, Konfektion, Mosczinsky-Straße 2[3]
- Ferdinand Menzer, Möbel, Christian-Straße 7[3]
- Richard Merbitz, Hüte, Marien-Straße 14[3]
- Milchkuranstalt „Sanitas“ Zwickauer Straße 76[3]
- Heinrich Miltenberger, Schneider, Frauenstraße 9[3]
- Carl Mittag, Fleischermeister, Pirnaischestraße 5[30]
- Wilhelm Mittentzwey, Bilderrahmen, Grimmaische Straße 26[3]
- Johann Mros, Hofsteinsetzmeister, Palmstraße 20[13]
- Ferdinand Franz Möbius, Kgl. Hofmetzger und Prinzl. Hoflieferant, Christianstraße 24[30]
- Alwin Mucke, Bäckermeister, Blasewitzer Straße 36[5]
- Hermann Mühlberg, Strumpfwarenfabrik, Dresden, Webergasse 32 und Scheffelstraße 27, war auch noch Hoflieferant an anderen Höfen[5]
- Hermann Mühlner, Inh. F. Max Kittel und E. Rudolph Jacob, Kolonialwarenhandlung, Kaffeerösterei, Lotteriekollektion, Waisenhausstraße 1[5]
- B. A. Müller, Spielwarengeschäft und Bijouteriewaren, Prager Straße 30/32/34[39]
- Carl Müller, Wildbrethandlung, Johannes-Straße 22[3]
- C. H. Müller, Schuhwaren, Waisenhausstraße 40[3]
- Edmund Müller, Heizungsmaterial, Dresden-Löbtau, Gröbelstraße 18[3]
- Herm. G. Müller, Faß-, Siphon- und Flaschenbiergeschäft, Generaldepot des Rhenser Mineralbrunnens, Ostra-Allee 26c[3]
- Müller & C. W. Thiel, Betten und Bettfedern, Prager Straße 35[3]
- Rudolph Paul Leopold Müller, (Friedrich Woldemar Anhalt), Anhalt-Catalonia Korkfabrik, am See 16[12]
- Firma Walter Müller & Carl Weber, Prager Straße 30–34[5]
- W. Müller, Schuhwaren, Waisenhausstraße 20[3]

#### N
- Wilhelm Nanitz, Inh. Karl Otto Max Zipfel und Bernhard Schuricht, Sammet und Seidenwaren, Prager Straße 14[3]
- Dr. L. Naumann, Konserven, Dresden-Plauen, Chemnitzer Straße 1[3]
- Ernst Max Naumann, Königlicher Hofschmiedemeister, Lindenaustraße 34[40]
- Paul Neuber, Handschuhe und Krawatten, Georg-Platz 1[3]
- Georg Theodor Neumann, Handschuhe und Krawatten, Obergraben 1[3]
- Heinrich Alwin Neumann, Inhaber der Firma Heinrich Neumann, Lackfabrikant, Bergmannstraße 13[7]
- Ernst Noack, Königl. Hofzimmermeister, Fröbelstraße 101[5]
- Ferdinand Nolte, Schlosser und Mechanische Werkstatt, Zinzendorf-Straße 50, (siehe Anzeige)[3]

#### O
- Friedrich Oehme, Etuis, Töpferstraße 13[3]
- J. C. F. Oeltzsch, Chirurgische Artikel, Amalien-Straße 15[3]
- W. Richard Oesterreich und Otto Bormann, Buchbinder, Moritz-Straße 14[3]
- Firma J. Oliver, Ernst Philipp Sieverts, Biskuits, Tee und Schokolade, Prager Straße 5[3]
- Herm. Opitz, Friseur, Neustädter Personenbahnhof[3]
- Orientalische Tabak- und Cigarettenfabrik Yenidze, Inh. Hugo Zietz, Weißeritzstraße 3[5]
- Gustav Hermann Osang und Bertha Wilhelmine Osang, Militäreffekten und Gürtler, Neuegasse 30[3]
- Hugo Hermann Otto, Seifenfabrikant, Reichsstraße 7 und Königsbrückerplatz 6[29]

#### P
- Eduard Pachtmann, Fächer, Lederwaren und Alben aller Art, Prager Straße 11, Dresden[3]
- Friedrich Pachtmann, Bronzewaren und Fächer, Schlossstraße und Rosmaringasse 2[3]
- Albin Pansdorf, „Kaiser Wilhelm-Hotel“, Wiener Platz 5/6[3]
- Werner Paul, Pianoforte, Schäferstraße 16 und Hohentahlplatz 6[3]
- E. Pekrun, Firma Ries, Hofmusikalienhändler, Ferdinandstraße 8[13]
- Hermann Emil Peschel, Hut- und Handschuhmacher, Zahnsgasse 5[37]
- Richard Martin Pestel, Optiker, Hauptstraße 38 und Schloßstraße 5b[5]
- Hugo Franz Peters, Inh. der Salomonisapotheke, Apotheker, Neumarkt 8[9]
- Ernst Theodor Petritz, Kaufmann und Postwertzeichenmuseum, Behrischstraße15[5]
- Friedrich Ernst Petsche, Fa. für Fenster und Türbeschläge, im Ortsteil Dresden-Blasewitz[7]
- Peyer & Co. Nachf., Inh. Arnold Kloß und Richard Raddatz, Theehandlung und Zigarren, Scheffelstraße 2[3]
- H. O. H. Pfaff, Pferde und Reitanstalt, Lindenau-Straße 38[3]
- Carl Heinrich Albert Ludwig Erhard Phillipp, Butter-, Honig- und Teegeschäft, Schössergasse 1[7]
- H. E. Philipp, Inh. Karl Ernst August Seipt, Delikatessengeschäft, An der Kreuzkirche 2[3]
- E. Pierson, Verlag, Arnold-Straße 17[3]
- Franz Josef Paul Pillnay, Lyma-Vergaserfabrik Dietz & Co., Gröbelstraße 17[5]
- Heinrich Pinder, Musikinstrumente (Blasinstrumente), Rampischestraße 14[3]
- Carl Plaul, Korsets und Photograph, Königl. und Prinzl. Hoflieferant, Wallstraße 25[39]
- Franz Plötner, Musikalienhandlung, Carolinenstraße 8[10]
- Georg Poeppel, Weinhandlung, Georg-Platz 15[3]
- Reinhold Pohl und Karl Gustav Paul, Hotel „Vier Jahreszeiten“, Am Markt 8[3]
- Julius Johannes Poland, Hofrath und Oberlehrer am Kgl. Gymnasium zu Neustadt, Kurfürstenstraße 8[30]
- Hans Rudolf Bruno Poppe, Weißwarenhändler, Rosmaringasse 2[36]
- Albert Presch, Leinen- und Wäschegeschäft, Wallstraße 11[5]
- Hermann Pressel, Inh. Johanna Clara verw. Knauer, Blumenhandlung, Dresden Hauptbahnhof, Mittelhalle[5]
- Pröltz Sr. Seel. Söhne Nachfahren, Inh. Woldemar Ad. Engel, Leinen- und Damasthandlung, Waisenhausstraße 17[5]
- Richard Julius Pruggmayer, Kunst- und Handelsgärtner, Waisenhausstraße 8[9]

#### R
- Franz Friedrich Rabald, Inh. der Firma Robert Herrmann, Kaufmann, Prager Straße 20[7]
- Ernst Rabovsky, Uhren, Reichsstraße 8[3]
- Radloff & Böttcher, Leinenwaren-Lager, Betten und Bettfedern, Waisenhausstraße 23[3]
- Louis Ragge, Tanzlehrer[7]
- Laura Rappoldi, Musikerin, bekam den Titel Königliche Kammervirtuosin[6]
- Gustav Raschke, Schlosserei und Blitzableiter, Terrassenufer 5[3]
- Erwin Raupp, Photograph, Prager Straße 30[3]
- Franz Richard Rauschenbach, Hofzahnarzt Sr. Maj. d. Königs, Bankstraße 12[9]
- Anna Franziska Ottilie Regner, geb. Kullrich, Handschuhgeschäft, Wilsdruffer Straße 44[46]
- Firma Theodor Reimann, später die beiden Inhaber Paul Robert Hermann Putscher und Wilhelm Albert Lutze, Korb- und Bambusmöbelfabrik, Königsstraße 3[7]
- August Reinhardt, Landschaftsmaler in Dresden-Blasewitz[14]
- Paul Gerhard Reinhold, Handlung für Kolonialwaren und Militärbedarf, Oppelstraße 60[5]
- Carl Reinsch, landwirtsch. Maschinenfabrik, Wasseranlagen und Windmotoren (siehe Anzeige), Freiberger Straße 25/27[3]
- Carl Reitzenborn, Hofvergolder, Pirnaischestraße 21[37]
- Otto Regner und Anna Regner, Handschuhe, Wilsdruffer Straße 30[3]
- Remke & Scheffler, Wäsche für Herren, Seestraße 15[3]
- Carl Richter & Sohn, Geldschränke, Schießgasse 4[3]
- Emil Richter, Inh. Hermann Holst, Gemälde und Kunst, Hofkunsthändler, Prager Straße 13[3]
- Karl Paul Richter, Fleisch- und Wurstwarengeschäft, Bismarckplatz 8[7]
- Max Aurel Richter, Kaffeegroßhandlung und Kaufmann[7]
- Carl Wilhelm Riemer, Hofsattler, Reitbahnstraße 5[33]
- F. Ries, Flügel und Musikalien, Seestraße 21[3]
- Rietschel & Henneberg, Heizungsanlagen, Johann Georgen-Allee 13[3]
- Rihl & Sohn, Inh. Johann Richard Rihl, Glaswarenhandlung, Neumarkt 11[3]
- Franz Risse, Riemer und Sattler, Weintraubenstraße 23[3]
- Karl Friedrich Ernst Risse, Zigarrenhandlung, Prager Straße 60 und im Hauptbahnhof[5]
- Ed. Ritschel, Dachdecker, Bauhofstraße 27[3]
- Curt Roch, Bildhauer und Stuckateur, Kaulbach-Straße 28[3]
- Franz Georg Otto Rohrmann, Fa. Gustav Zumpe, Teppichhändler, Gluckstraße 3[19]
- Louis Roehle, Bronzewarenfabrikant[7]
- Alfred Roesner, Gold- und Silberwaren, Kgl. Hofjuwelier, Schlossstraße1 und 3[3]
- Gebrüder Roettig, Optiker, Prager Straße 5[3]
- J. Röckel, Handschuhe, Prager Straße 6[3]
- Gustav Röder, Fischwaren, Stallstraße 6[3]
- Paul Röder, Bäckerei, Galeriestraße 2[3]
- Römmler & Jonas G.m.b.H., Lichtdruckanstalt, Blasewitzer Straße 27[3]
- Carl Albert Rudolph Rönisch und Carl Moritz Hermann Rönisch, Fa. Carl Rönisch Pianofortefabrik, Wallgässchen 1 und Prager Straße 9[3]
- Carl Röthig, Delicatessen- und Südfruchthändler, Pirnaische Straße 51[36]
- Margarete Hansa Röthing, geb. Herrmann, Weinrestaurant Englischer Garten, Waisenhausstraße 29 und Ringstraße 32[12]
- C. Rose, Zahnkünstler, Schloßstraße4[37]
- Gustav Erdmann Rost, Hofuhrmacher, Hauptstraße 27[14]
- Roßig, Getreidehändler, im Stadtteil Loschwitz[7]
- Willy Rudolph, Inhaber der Firma H. Mittenberger, Hofschneider, Albrechtstraße 1, war auch noch an weiteren Höfen Hofschneider[12]
- Anton Rumpelmayer, Cafe Rumpelmayer im Hotel „Europäischer Hof“, Prager Straße[7]
- Johannes Ruoff, Uhrmacher, Georg-Platz 8[3]
- Paul Ruschpler, Kunst- und Handelsgärtner, Hohestraße 20[14]
- A. L. Ww. Rückert's Nachf., Inh. E. Richard Hunger, Kgl Hofbeutler und Handschuhmachermeister, Handschuhe, Pillnitzer Straße 26[3]
- Hermann Rühling, Posamenten, Waisenhausstraße 35[3]
- Carl Rülcker, Blumen und Pflanzen, Georg-Platz 11[3]

#### S
- Eduard Sachs, Militäreffekten, Humboldtstraße 4[3]
- Theodor Sachwall, Kgl. Sächs Hofjuwelier, Wallstraße 19[47]
- Edmund Salomon, Antiquar, Portikusstraße 10[24]
- Emil Conrad Georg Sauer, Kgl. Sächs. Kammervirtuos und Fürstl. bulg. Hofpianist, Hähnelstraße 8[28]
- Max Paul Schachtschabel, Buchbinder, Kreuzstraße 19[10]
- G. A. Scharffenberg, Gold- und Silberwaren, Seestraße 16[3]
- Emil Schädlich, Musikinstrumente (Blasinstrumente), Pirnaische Straße 47[3]
- Bernhard Schäfer, Dresdner Kunstgewerbehalle, Bronze- und Silberwaren, Prager Straße 7[49]
- Hermann Schäfer und Friedrich Traugott Paul Schäfer, Hofschmied, Trompeterstraße 14, waren auch Hofschmied im Großherzogtum Mecklenburg-Schwerin[3]
- Carl Scheffler, Glasermeister, Schöffergasse 21[37]
- Georg Alfred Arthur Scherpe, Konditor[10]
- Robert Paul August Schiller, Buch- und Kunstdruckerei, Ostraallee 26c[5]
- Franz Richard Schietzelt, Kunst- und Luxusmöbelfabrikant, Georgplatz 12[5]
- Johann Friedrich Eduard Schippan und Gustav Eduard Bruno Schippan, Jagdutensiliengeschäft, an der Dreikönigskirche 1[45]
- Wassily N. Schischin, Kaviar, Seestraße 19[3]
- Karl Albert Schleinitz und Johannes Manfred Camillo, Dekorateure und Tapezierer, Plauensche Straße 13[3]
- Siegfried Schlesinger, Konfektion und Sammet, Wäsche und Gardinen, König-Johann-Straße 6[3]
- Hermann Friedrich Conrad Schmeidler, Tonkünstler und Musiklehrer, Rabenerstraße 11[10]
- Christian Georg Friedrich Erdmann Schmidt, Fa. E. Kreinsen Nachfolger, Beleuchtungsgegenstände und kunstgewerbliche Erzeugnisse, Prager Straße 29[32]
- J. M. Schmidt & Co., Kaffeehandlung, Kolonialwaren, Neumarkt 12[3]
- W. A. Schmidt Nachf., Hofkürschner, Rosmaringasse 4[3]
- Erhard Schmorl, Konditor, Inh. vom Kaffee Beyer und Kaffee Kurfürst, Wilsdruffer Straße 20[5]
- Eugen Karl Schnauffer, Friedrich Max Schnauffer, Johann Georg Schnauffer, Martha Emilie Schnauffer, geb. Dietrich, Fa. Schnauffer, Juwelier, Prager-Straße 5[10][7]
- Robert Adolph Schneeweiß, Kunstblumenfabrik, Wettiner Straße 15[3]
- Anton Schneider, Schneider, Victoria-Straße 5[3]
- Franz Eduard Schneider, Schneidermeister, Albertplatz 8 und später Königsbrücker Straße 37[10]
- Heinrich Schnelle, „Grand Union Hotel“, Traiteur, Bismarck-Platz 2/4[3]
- Schnorr & Hefs, Dachdecker, Wettiner Platz 11[3]
- Karl Schoenert, Weinhändler, Johann-Georgen-Allee 15[28]
- M. Paul Schramm, Eiskellerei, Hertel-Straße 9[3]
- Gustav Curth Schreiber, Direktor der Lehranstalt für Erzgebirgische Posamentenindustrie in Annaberg, Posamenten und Stickerein, Pillnitzer Straße 17[7]
- Wilhelm Schreiber, Bildhauer, Liliengasse 23[3]
- Johann Baptist Stephan Schröder, Photograph[10]
- Emil Schubart, Hüte, Krawatten und Schirme, Prager Straße 44[3]
- Professor Herm. Schubert, Bildhauer, Bergstraße 23[3]
- Anna Schultz und August Wilhelm Heinrich Schultz, Färberei, Gardinenreinigung und Waschanstalt, Fabrik in der Reitbahnstraße 27, Filialen: Kleine Plauensche Straße 13, Große Plauensche Straße 20, Metzer Straße 3 und Werder-Straße 8[3]
- Julius Schultz, Dekorationsmaler, Ammon-Straße 58[3]
- Firma Ernst Max Schulz, Hofschneider, Brüdergasse 13[37]
- August Schulze, Riemer, Oppelstraße 23[10]
- Julius Ernst Schumann, Kretschmar, Café und Conditorei, Wilsdruffer Straße 20[3]
- F. A. Schumann, Militäreffekten, Haarbüsche und Federschmuck, Pirnaische Straße 1[3]
- Heinrich Schurig, Korbwaren, Große Plauensche 12 und Seestraße 5[3]
- M. Schuster, Karlsbader Bäckerei-Konditorei und Café, Striesener Straße 12, Hoflieferant[50]
- Otto Johannes Schuster, Drogist, Ostraallee 4[10]
- Ernst Schürmann, Georg Gilbers, Gottlieb Bleyl, Paul Theodor Kämmerer, Gilberssche Verlagsbuchhandlung, Waisenhausstraße 14[7]
- Richard Schwammerkrug und Margarethe Schwammkrug, Toilettenartikel, Altmarkt 1[3]
- Herrmann August Schweckendieck, Hofwagenlackierer, Pirnaischestraße 29 b[33]
- Constantin Schwendler, Photograph, Sophienstraße 5[37]
- F. A. Seiler, Tuchhandlung, Wettinerstraße 3[3]
- Carl Siegel, Traiteur, Georgplatz 14[45]
- Friedrich Anton Simon, Weißwarenhändler, Altmarkt 26[37]
- C. E. Stange, Restaurant, Traiteur, Neustädter Personenbahnhof[3]
- E. W. Starke, Inh. Franz Richard Starke, Betten und Bettfedern, Prager Straße 6[3]
- Max Starke, Kunstdrechserei- und Porzellanhandlung, Bürgerwiese 6[5]
- Starke & Weinrebe, Drechsler und Bildhauer, Rietschel-Straße 16[3]
- Christian Anton Staudenraus, Pianofabrik, Blasewitzer Straße 14 b[14]
- Max Steglich, Cafe Hohendölzschen, Konditor und Lebkuchenfabrik, Dresden-Dölzschen, Residenzstraße 1[7]
- Emil Steigelmann, Inhaber der Firma F. Hermann G. Müller, Biergroßhandlung, Ostra-Allee 31[7]
- Hermann Stein, Bildhauer, Gerok-Straße 3[3]
- Carl Steinchen jun., Conditorei, Georg-Platz 8[3]
- Ludwig Steinmann, Architekturholzbildhauer, Schulgutstraße 1[33]
- Margarethe Stern, Musikerin, bekam den Titel Königliche Kammervirtuosin[6]
- Ernst Adolf genannt Stern, Dichter[7]
- Anton Stiebritz, Militäreffekten-, Waffen- und Jagdutensiliengeschäft[7]
- Stilbach & John, Ernst Stilbach, Bildhauer, Königsbrücker Straße 83[3]
- Emil Stock, Handschuhe, Prager Straße 9[3]
- Herm. Straube, Bandagist und Chirurgische Artikel, Hauptstraße 38[3]
- Hedwig Strauß und Johanna Heinß, Fa. Strauß & Heinß, Putzwaren, Struvestraße 25[5]
- Georg Max Strohbach, Traiteur, Ostra-Allee 15[3]
- Gustav Albrecht Stübner, Dachdecker, Liliengasse 2[5]
- Richard Stüring, Lackierer, Löbtauer Straße 44[3]
- Johann Suchy, Wildbrethandlung, Pillnitzer Straße 30[3]
- Carl Richard Süring, Kgl. Hof-Wagenlakierer und Wappenmaler, Löbtauer Straße 44[28]
- Parfümerie Süss, Feinste Parfüme, Prager Straße 1 und später 20, (siehe Anzeige)[3]

#### T
- M. Tauber, Optiker, Schlossstraße 20[3]
- Carl August Teich, Firma Hanfstaengel, Hofphotograph, Ostraallee 28[35]
- Ludwig Teubner, Uhren, Rampischestraße 5[3]
- C. W. Thiel, Betten und Bettfedern, Victoria-Straße 9[3]
- Thomas Walter Thiel, Julius Erich Thiel, Wäschegeschäft, Victoriastraße 11–13[7]
- Karl Wilhelm Paul Thiel, Tafelzeug- und Leinwandhandlung, Lüttichstraße 19[6]
- Ernst Thiele sowie später der Fleischer Albrecht Hugo Klotzsche, Fleischwaren, Christian-Straße 24[3]
- Paul Thimig, Uhrenmanufaktur (siehe Anzeige), Prager Straße 6[3]
- Bernhard Thümmler und Oscar Thümmler, Firma A. B. Münnich, Kunstblumenfabrik, Cirkusstraße 33[24]
- Carl Tiedemann, Farbenhandel, Zwickauer Straße 52, Geschäftslokale: Marien-Straße 10, Amalien-Straße 18 und Heinrich-Straße[3]
- Josef Traube, Inh. Josef Conrad Krauß und Gustav Ernst Mensch, Eier- und Butterlieferant, Buttergroßhandlung, Webergasse 15[3]
- Gust. Tuchler Nachf., Krawatten, König Johann-Straße 2 und Prager Straße 6[3]
- Heinrich Trümper, Kunst- und Devotionalienhandlung, Sporergasse/Schössergasse[26]
- Woldemar Türck, Papierhandlung, Altmarkt 1[3]
- F. Emil Türcke, Klempner, Freiberger Straße 5[3]
- Johann August Türpe, Tischler und Möbelfabrikant, Marienstraße 24[37]

#### U
- Julius Udluft, Betten und Bettfedern, An der Mauer 3[3]
- Richard Gottlieb Walter Udluft, Fa. Udluft & Hartmann, Tischlerei und Bildhauer, Hahneberg-Straße 4[3]
- Gustav Ulbricht, Hofbüchsenmacher und Waffen (siehe Anzeige), Kasernenstraße 23[3]
- Woldemar Ulrich, Buchdrucker, Glacisstraße 20[5]
- Antonia Urban, geb. Büchner, Fa. Otto Regner, Handschuh- und Krawattengeschäft[15]

#### V
- Oskar Vent, Klempner, Badeanlagen-Badewannen, Georg-Platz 6[3]
- August Leberecht Venus, Atelier für Telegraphie und physikalische Lehrapparate, Rosenstraße 30[36]
- Otto Leberecht Paul Vogt, Drogen- und Farbenhandlung, Pfotenhauerstraße 35[7]
- Richard Voigt, Färberei und Waschanstalt, Hauptstraße 21[3]

#### W
- Carl Wilhelm Wagner, Tischler, Elisenstraße 2[37]
- Ernst Wagner, Kunstblumen- und Federschmuckhersteller, Altmarkt 26[37]
- E. Th. O. Wagner, Hofglaser, Spiegelfabrik, an der Frauenkirche 20[7]
- Albert Walther, Fleischermeister, Kleine Packhofstraße 13[4]
- Albert Robert Walther und Ernst Otto Walther, Buchdruckerei und Stempelfabrik[5]
- Friedrich Wilhelm Wagner, Teppich- und Wachstuchhändler, Johannisstraße 6
- Heinrich Wanke und Paul Martin Wanke, Fischwaren, Webergasse 14 und Fischhofplatz 3[3]
- H. Warnack, Lederwaren, Prager Straße 36[3]
- Georg Wastian, Graveur, Galeriestraße 19[33]
- Weber-Schloss-Konditorei, Schlossstraße 19, Hofmundbäckerei[51]
- W. Wehrle, Glaswaren, Prager Straße 17[3]
- Richard Weichold, Inh. Heinrich August Paulus, Musikinstrumente, Geigenfabrikant, Prager Straße 10[3]
- L. Weidig, Hut- und Putzgeschäft, Waisenhausstraße 34 (Inhaber: Elise Lämpe, Hedwig Weidig und Ida Weidig)[3]
- Carl Weigandt, Gummiwaren und Linoleum, Johannes-Straße 12 und König-Johann-Straße 19[3]
- Lisbeth Weigandt & Co., Modewaren, Wilsdruffer Straße 2[3]
- Theodor Weis und Carl Gustav Henke, Fa. Weis & Henke, Schloßstraße 11[33]
- Emil Hermann Curt Weise, Mehlhandlung, Zwingerstraße 24[7]
- Moritz Weiße sen., Uhren, An der Frauenkirche 18[3]
- Firma L. Wellhöfer Nachfahren, Vergolder, Cranachstraße 17[10]
- Carl Wendschuch, Bandagist, Korsets und Chirurgische Artikel, Struve-Straße 11[3]
- M. Wendt, Papierhandlung, Prager Straße 1[3]
- Eduard Werner, Hoffriseur und Parfümerie, Mosczinskystraße 5, Hotel du Nord[3]
- Ferdinand Werner, Pianofabrikant, Gerbergasse 14[33]
- Wessel & Friedrich, Inh. Conrad Phil. August Wessel, Delikatessengeschäft, Friedrichs-Allee 2 und Ringstraße 18[3]
- C. A. Westmann, Inh. Martin August Ernst Westmann und Paul Albert Schmidt, Militäreffekten sowie Gold- und Silberdrahtwaren, Große Brüdergasse 1 und Schlossstraßen-Ecke[3]
- Eduard Westphal, Firma Adolph Westphal, Drechsler, Schloßstraße 24[35]
- Emilie und Friedrich Wex, Strohutfabrik, Waisenhausstraße 5a[37]
- Weymar, Teppich- und Wachstuchhandlung, Frauenstraße 11[37]
- F. W. Weymar, Möbelstoffe und Tapeten, Altmarkt 4[3]
- Jacob Ludwig Weymuth, Hof-Friseur Sr. Maj. d. Königs, Sr. Kgl. Hoh. d. Prinzen Johann Georg und Sr. Hoh. d. Prinzen Albert v. Sachsen-Altenburg, Rähnitzgasse 22[4]
- Oscar Wienecke, Hofzahnarzt, Prager Straße 4[37]
- Maximilian Friedrich Winde und Friedrich August Wehle, Firma Max Winde & Wehle, Holzbildhauer, große Plauenschestraße 23[33]
- Carl August Winkler, Getreidehändler, Theresienstraße 2[24]
- Emil Winkler, Bäcker, Dresden-Loschwitz[7]
- Max Winkler, Zoologische- und Naturalienhandlung, gr. Zwingerstraße 4[5]
- Max Friedrich Winkler, Nachfolger Paul Reh, Milchkuranstalt, Reitbahnstraße 17[6]
- R. Bruno Winkler, Königlicher Kutscher, Stallgäßchen 2[10]
- Eduard Wischke, Spielwarenhändler, Wilsdruffer Straße 40[24]
- Johannes Bruno Philipp Wolf, Graveur, Breitestraße 1 und Waisenhausstraße 16[3]

#### X/Y/Z
- Yenidze, Inh. Christian Bernhard Karl Hugo Zietz, Fa. Orientalische Tabak- und Cigaretten-Fabrik[12]
- August Zachau, Sporenmeister, Jüdenhof 5[32]
- Zahn & Jaensch, Inh. Wilhelm Robert von Zahn und Emil Jaensch, Buchhändler, Waisenhausstraße 10[9]
- Otto Zaunick, Sattler, Reitbahnstraße 9 und Bischofsweg 35[3]
- Aug. Zeiß & Co., Kontor-Utensilien, Waisenhausstraße 10[3]
- Helene Zehrfeld, Porzellan, Thee und Schokolade, Victoria-Straße 24[52]
- Karl Richard Zeumer, Sport- und Spielwarenhandlung, Schloßstraße 22[5]
- Rudolf Zocher, Papierwarenfabrikant, Fa. M & R Zocher, Annenstraße 9[7]
- August Zschöckel, Inh. Max Arthur Zschöckel und B. L. Zschöckel, geb. Bormann, Geflügel, Webergasse 16[3]
- Julius Zschucke, Firma von August Julius Fritz Werner und August Julius Robert Werner, Seidenstoffe (siehe Anzeige), An der Kreuzkirche 2[3]
- Bernhard Zuckschwerdt, Inh. Reinhold Lohan, Tabak und Zigaretten (siehe Anzeige), Schlossstraße an der Ecke der großen Brüdergasse[3]

#### Dresdner Stadtteil Weißer Hirsch
- Franz Gustav Heino Kretzschmar, Hermann Alfred Bösenberg, Fabrik und Handel für Lampen und Kronleuchter, Bautzner Straße 34 und in Dresden, Serrestraße 5–7[7]
- Wilhelm Würffel, „Park-Hotel“, Weißer Hirsch bei Dresden, Hoftraiteur Sr. Majestät des Königs bez. Königl. Sächs. Hoflieferant, Weißer Hirsch[3]

### Freiberg
- Hugo Müller, Photograph, Freiberg[3]
- Emil Opitz, Schneider, Markt, Hoflieferant Sr. Majestät des Königs bez. Königl. Sächs. Hoflieferant[3]
- Carl Seidel, Modewaren, Petersstraße 3, Hoflieferant Sr. Majestät des Königs bez. Königl. Sächs. Hoflieferant[3]
- Karl Heinrich Straßburger und Amalie Straßburger, Fleischerei, Engegasse 3[53]
- Moritz Thieme, Bäcker[7]

### Glashütte
- J. Assmann, J. Assmann Deutsche Anker-Uhren-Fabrik Glashütte i. Sa. Uhrmacher, Hoflieferant Sr. Majestät des Königs bez. Königl. Sächs. Hoflieferant, Glashütte (Sachsen)[54]
- Lange & Sohn, Uhrmacherfabrik, Hoflieferant Sr. Majestät des Königs bez. Königl. Sächs. Hoflieferant, Glashütte (Sachsen)[54]

### Glauchau
- Fiedler & Vieweger, Inh. Otto Haußels, Hof-, Kakao-, Schokolade-, Zuckerwaren- und Honigkuchenfabrik, Glauchau, Lindenstraße 30, war auch Hoflieferant im Fürstentum Schaumburg-Lippe[55]

### Gottleuba
- Hermann Schilling, Restaurant, Hoflieferant Sr. Majestät des Königs bez. Königl. Sächs. Hoflieferant, Gottleuba[3]

### Görlitz
- Emil Schor, Modewarengeschäft, Görlitz, Klosterplatz 14[56]

### Grimma

Werbeanzeige vom „Schützenhaus Grimma“. Inhaber Florenz Eckardt um 1912

- Florenz Eckardt, Hotel und Restaurant „Schützenhaus Grimma“, hatte das Diplom Königl. Sächs. Hoflieferant, Grimma, (siehe Anzeige)[57]

### Großenhain
- Karl Gustav Hunger, Hotelier[7]
- Kirst & Co., Hermann Reuß, Eleonore Bertha Reuß, geb. Preßprich und Alwin Robert Oelschig, Weinhandlung, Hoflieferant Sr. Majestät des Königs bez. Königl. Sächs. Hoflieferant, Großenhain[20]

### Hainichen
- Carl Ferdinand Leidert, Chemiker, Hainichen[7]

### Heinrichsthal bei Radeberg
- Meierei Heinrichsthal, Heinrich Ernst Ludwig Prinz und Albert Linke, Meierei Heinrichsthal Prinz & Linke, Butter und Käse, Heinrichsthaler Milchwerke, Geschäftslokal in Dresden, Zahnsgasse 3, Hoflieferant Sr. Majestät des Königs bez. Königl. Sächs. Hoflieferant, Heinrichsthal[20]
- Agathe Zeis, Lehrmeierei[7]

### Herrnhut
- Dürninger & Co., Inh. Alfred Gemuseus, Karl Heinrich Feldmann und Arthur David Christoph, Zigarren, Hoflieferant Sr. Majestät des Königs bez. Königl. Sächs. Hoflieferant, Herrnhut[20]
- Friedrich August Israel, Zigarren, Hoflieferant Sr. Majestät des Königs bez. Königl. Sächs. Hoflieferant[3]
- Heinrich Theodor Schmorrde, Photograph[32]

### Hirschfeld
- Emilie Hörmann, Fa. Carl Hörmann, Molkerei in Hirschfeld, bei Deutschenbora[7]

### Hohenstein-Ernstthal
- Lotze, Hohensteiner Seidenweberei, Seidenwaren, Hoflieferant Sr. Majestät des Königs bez. Königl. Sächs. Hoflieferant, Hohenstein-Ernstthal[20]

### Hosterwitz
- A. B. Müller, Bäckerei, Hoflieferant Sr. Majestät des Königs bez. Königl. Sächs. Hoflieferant, Hosterwitz[20]

### Kamenz
- Wilhelm Weiße, Blumen und Pflanzen, Hoflieferant Sr. Majestät des Königs bez. Königl. Sächs. Hoflieferant, Kamenz[3]

### Leipzig, alphabetisch sortiert

Werbeanzeige der Dampfmolkerei Ernst Beyrich aus Leipzig von 1904

Werbeanzeige der Chokoladenfabrik Wilhelm Felsche in Leipzig um 1903

Werbeinserat vom Hoflieferanten W. Häni aus Leipzig von 1883

Werbeanzeige einer Nähmaschinenfabrik aus Leipzig 1912

Werbeanzeige von F. W. Krause einer Delikatessenhandlung aus Leipzig um 1904

Werbeinserat der Leipziger Firma Mey & Edlich von 1884

Werbeanzeige von A. und F. Naumann Hofphotographen aus Leipzig um 1903

#### A
- Ackermann & Hering, Fabrikanten[7]
- Julius Albrecht, Eier- und Schweizerbutterhandlung sowie geräucherte Fischwaren, Hainstraße 7[58]
- Amend & Schulze, Wäsche für Herren, Goethe-Straße 2[3]
- Julius Paul Augustin, Sächsische Conservenfabrik, Berliner Straße 61/63[3] Das am 8. Juni 1903 verliehene Prädikat Hoflieferant wurde im März 1911 wieder aberkannt.

#### B
- Baarmann’s Nachf., Inh. Johannes Franz Eckardt, Gastwirt, Restaurant, Katharinen-Straße 3[3]
- C. Herm. Balke, Frisör, Petersstraße 22[3]
- Alferd Bärwinkel, vormals Alfred Gerasch, Bäcker, Schützenstraße 15[3]
- Rud. Berger, Büchsenmacher und Waffen, Gohlis, Schachtstraße 5[3]
- Ernst Beyrich, Kindermilch, sterilisierte und Dampfmolkerei, Sidonien-Straße 9 und Filialen: Emilien-Straße 4, Bose-Straße, Ecke Gottsched-Straße, Gohlis, Gohliser-Straße 63, (siehe Anzeige)[3]
- Karl Ernst Blechschmidt, Leipziger Ratskeller, 1913 Hoflieferantentitel[7]
- Julius Blüthner, Konzertflügel, Plagwitzer Straße 2[3]
- Bodega & Co. the Continental, Wein, Grimmaische Straße 8[3]
- Franz Bödemann, Nachf., Inh. Franz Ernst Curt Stelzner, Delikatessen und Wein, Schützenstraße 17[3]
- Heinrich Börner, Photograph, Gellert-Straße 2[7]
- Richard Börner, „Hotel Kaiserhof“, Georgi-Ring 7[3]
- Friedrich August Brasch, Portraitmaler und Photograph[7]
- Brems & Co., Inh. Alfred Brems, Otto Fasold, Wein, Grimmaische Straße 32[3]
- Franz Louis Buchspies, Kgl. Sächs. Hofmundbäcker, Schützenstraße 8[59]
- Otto Buhlmann, Glashandlung, Eutritzscher Straße 16, war noch im Herzogtum Anhalt ein Hoflieferant[60]

#### C/D
- Firma Carl Chryselius, Inh. Leander Henzenberger, Likör- und Essenzenfabrik, Neukirchhof 29[61]
- Del Vecchio, Kunsthandlung, Burgstraße 33[3]
- Friedrich Dürre, „Hotel Thüringer Bahnhof“, Blücher-Straße 2[3]

#### E
- Aug. Engel, Wein, Schulstraße 14[3]
- Max Erler, Inhaber Johanne Marie, geb. Quedenfeld, Franz Curt Quedenfeld, Hugo Erler, Pelzwarenhandlung, Brühl 34–40, hatten noch an weiteren Höfen den Titel eines Hoflieferanten per Dekret bekommen[7]
- Carl Julius Ernert und Emil Richard Ernert, Fleischwaren, Gerberstraße 49[3]
- Jul. Estler, verw., Kunstblumen, Schlossgasse 9[3]
- Ernst Eulenburg, Musikalien, Königstraße 8[3]

#### F
- Wilhelm Felsche, Konditor und Schokoladen (siehe Anzeige), Gohlis, Mencke-Straße 35/37, Filiale: Grimmaische Straße 34 (Café Français) und Thomasgasse 2 (Bismarckhaus)[3]
- Firma Ferrari, Italienische Weinhandlung, in Eutritzsch[7]
- Firma Fertsch & Simon, Inh. Paul Emil Wilhelm Hansen, Richard Ehregott Geißler, Ernst Christian Siegfried Nissen, Weinhandlung. Zur Firma gehörten auch Peyer & Co., Richard Raddatz, Brems & Co., Otto Fasold, in Leipzig, de Luzi in Bordeaux, Lundberg & Co in Stockholm und F. M. Borchardt in Berlin[7]
- Julius Gustav Feurich und Hermann Heinrich Feurich, Pianofortefabrikant, Feurich Klavier- und Flügelfabrikation, Colonnadenstraße 30[3]
- Eduard Flemming, Pinsel- und Bürstenfabrik[7]
- Paul Theophil Francke und August Hermann Francke, Pianofortefabrik A. H. Francke, Gustav-Adolph-Straße 47[3]
- Eduard Julius Franke, Traiteur, Krystallpalast[7]
- Carl Friedrich Freywald, Uhrmacher[7]
- August Friedrich, Schuhmacher[7]
- Gustav Georg Hugo Fritzsche, Fa. Gustav Fritzsche, Leipziger Buchbinderei AG, Crusiusstraße 4–6[62]
- Richard Furcht, Haus- und Küchengeräte, Grimmaische Straße 14[3]

#### G
- Alfred Wilhelm Gerasch und Franz Louis Buchspieß, Kgl. Hofmundbäcker, Schützenstraße 15[63]
- Joh. Glafs, Musikinstrumente, Dufour-Straße 18[3]
- Bernhard Gratz, Fa. Hartmann & Gratz, Konfektions-, Seiden- und Modewarengeschäft, ehemals Hartmann & Uhlmann, Universitätsstraße 26, Eingang Schillerstraße[64]
- Otto Eugen Graubner, Schuhmacher und Schuhwaren, Grimmaische Straße 33[3]
- Carl Hartwig Gotthold Gregor und Friedrich Wilhelm Gregor, Fa. Friedrich Wilhelm Krause, Delikatessen- und Weinhandlung, Leipzig-Stötteritz, Marienbrunnenstraße 8[65]
- Grunert & Lehmann, Haus- und Küchengeräte, Bayersche Straße 77[3]

#### H
- Carl Wilhelm Hanisch und Maria Amalie Elisabeth Hanisch, Blumengeschäft, Grimmaische Straße 29[3]
- Hartmann & Gratz, Heinrich Oskar Zahn, Konfektions-, Seiden- und Modewarengeschäft, Universitätsstraße 26[3]
- Herm. Haugk, Hüte, Rosenthalgasse 2[3]
- Gustav Haußmann, Café Fürst Reichskanzler, Goethe-Straße 9[3]
- C. Haustein, Frisör, Nicolai-Straße 1[3]
- Johann August Gustav Händel und Wilhelm Oskar Linke, Fischhändler, Pestalozzistraße[66]
- Wilhelm Siegfried Häni, Kunigunde Häni und Karl Hermann Henniger Korsettfabrik, erst Auerbachs Hof, später Universitätsstraße 18, (siehe Foto)[3]
- C. Heinrich, Buch- und Steindruckerei[7]
- P. Guido Heinrich, Fleischwaren, Münzgasse 8[3]
- Gebrüder Hering, Kunstblumen, Liebig-Straße 1[3]
- Herrling & Co., Kunstblumen, Reichsstraße 26[3]
- Rich. Heyne, Traiteur, Roßplatz 5[3]
- Johann Adalbert Hietl, Kunststick.- Fahnen-Manufaktur, Kirchengeräte und Kirchenparamente, Grimmstraße 16[67]
- Gottfried Hildebrandt, Orgeln, Gohlis, St. Privat-Straße 29[3]
- Julius Hirsch, Traiteur, Bayrischer Platz 2[3]
- I. A. Hietl, Stickerei, Produkt Fahnen, Grimmaische Straße 16[68]
- Hofapotheke, Hainstraße 9[3]
- Ernst Hoenisch, Fotograf, Plagwitzer Straße 43 (bis 1906), dann Dittrichring 13 (ehem. Thomasring)[69]
- L. M. Hofberg, Orgeln, Klein-Zschocher, Klingenstraße 22[3]
- Gebrüder Hoffmann, Buchbinder, Täubchenweg 21[3]
- Carl Hoffmeister, Damenschuhmacher, Reichsstraße 47[61]
- Hoh & Hahne, Inh. Richard Hoh und William Hahne, Photographische Apparate, Reichsstraße 12, waren auch Hoflieferanten im Großherzogtum Sachsen-Weimar-Eisenach[17]
- Hübel & Denk, Buchbinder Hübel und Denck, Tauchaer Straße 15b/17[3]
- Gebrüder Hübner, Johann August Hübner und Carl Gustav Hübner, Delikatessen, Grimmaischer Steinweg 14 und Grimmaische Straße 30/32[3]

#### I
- Fr. Osw. Irmler, Pianoforte, Lepley-Straße 10a und Turnerstraße 4[3]

#### J
- Jäh & Schunke, Inh. Walter Carl Jäh und Carl August Julius Wilhelm Schunke, Buchhändler, Universitätsstraße 15[46]
- John & Sohn, Marmorwaren, Thüringer Güterbahnhof[3]
- Jung & Co., Viktor Volkmar Bellach und August Max Gebauer, Fa. Friedrich Jung & Co., Parfümerie und Seifen, Inselstraße 18[3][70]
- O. Junne, Musikalien, Talstraße 21[3]

#### K
- Herm Kayser, Maschinenfabrik, Südstraße 11[3]
- Firma C. E. Keyser, Juwelier und Goldwarenhandlung, Petersstraße 4–6[17]
- Gustav Kietz, Zigarren, Petersstraße 17[3]
- Firma C. A. Klemm, Musikalien, Inh. Bernhard Oswald Klemm und Bernhard Felix Klemm, Neumarkt, auch eine Filiale in Chemnitz und Dresden 38[3]
- Eduard Kornmann, Wurstfabrikant, Hauptmannstraße Cat. Nr. 76 F[71]
- Franz König und Emma König, Inhaber vom Bahnhofsrestaurant Dresdner Bahnhof in Leipzig[7]
- H. J. J. Köpcke, Sattler, Roßplatz 12[3]
- F. W. Krause, Delikatessen und Weinhandlung, Katharinen-Straße 6, war auch noch an anderen Höfen ein Hoflieferant (siehe Anzeige)[3]
- Paul Krebs, Joseph Werner Nachfolger, Uhrmacher, Katharinenstraße 6[72]
- Julius Kreutzbach, Pianoforte, Thomasius-Straße 22[3]
- Gustav Kreutzer, Spitzen, Grimmaische Straße 16[3]
- C. F. G. Krieg, Gummiwaren, Georgi-Ring 2[3]
- Gg. Chr. E. A. Krutzsch, Leinenartikel, Grimmaische Straße 32[3]
- Adolph Kuhn, Fa. Kuhn & Schmutzler, Militärbedarfsartikelfabrik und -handlung, Leipzig-Gohlis, Reginenstraße 4[7]
- Dr. phil. Franz Max Kunath, Inh. der Firma Drogenhandlung Otto Meißner, Apotheker, Hospitalstraße 25[7]
- C. Robert Kunde, Gartenwerkzeuge, Wallstraße 1 und Prager Straße 31[3]
- Felix Kuntzsch, Schuhwaren, Nicolaistraße 16[3]
- Robert Kühle, Nähmaschinen-Fabrik, Kurprinzstraße 11, Fabrik in Mölkau[17]
- Eduard Kühne, Schneider, Ritterstraße 1/3[3]
- Friedrich Robert Kühnrich, Restaurant Schützenhaus und Börsenkeller, Grimmaische Straße 5[73]

#### L
- Friedrich Johann Langerwisch, Instrumentenmacher und Pianostimmer, Neumarkt 39[61]
- Hans Licht, Musikalien, Zeitzer Straße 49[3]
- Carl Loose Nachf., Großes Militär-Effekten-Lager, Äußere Hallesche Straße 121[3]

#### M
- Friedrich Manecke, Photographielehrer und Photographische Lehranstalt, An der Pleiße 2[61]
- Theodor Mannborg, Harmoniumfabrikant, Lindenau, Auerstraße 38, hatte das Diplom Königl. Sächs. Hoflieferant[74]
- Marthans, Fa. Max Richter, Kaffeegeschäft[7]
- Franz Mauer, Handschuhe, Markt 17[3]
- Alfred Merhaut, Pianoforte, Peterssteinweg 18[3]
- Carl Emil Meißner, Fischwaren, Ranstädter Steinweg 6[3]
- Mey & Edlich, Eduard Bernhard Rudolph, Georg Emil v. Schmidt-Reißig, Schneider und Versandgeschäft, vormals Neumarkt 9 und später Neumarkt 20/22, (siehe Foto)[3]
- Michels & Co., Seidenhaus, Markt 3[20]
- Louis Miethe, Nachfolger Heinrich Josef Bode und Ludwig Karl August Walter, Fabrikation und Installation gesundheitlicher Anlagen, Bayersche Straße 28[7]
- Wilhelm Mittentzwey, Bilderrahmen, Grimmaische Straße 26, Hoflieferant Sr. Königl. Hoheit des Prinzen Johann Georg, Herzog zu Sachsen[3]
- Gustav Hermann Möckel und Ludwig Josef Carl Caspar, Fa. F. A. Schütz, Kunstmöbelfabrik, Kronprinzstraße 42[75]
- O. Mönnig, Musikinstrumente, Elisen-Straße 82[3]
- Carl Müller & Co., Möbel und Tapeten, Neumarkt 29[3]
- Julius Carl Müller, Mützenfabrikant und Hüte, Petersstraße 37 und Filiale in Gohlis, Hallesche Straße 62[3]
- Matth. Müller, Militäreffekten, Klostergasse 8/10[3]
- Müller & Schubert, Baumaterialien, Lindenau, Saalfelder Straße 2/4, Hoflieferant Sr. Majestät des Königs bez. Königl. Sächs. Hoflieferant[20]
- W. Müller, Schuhwaren, Petersstraße 13[3]

#### N
- Clara Friederike Nabel, Fa. Hermann Allihn, Kunst- und Handelsgärtnerei, Kirchstraße 86[76]
- Alfred Naumann, Hof-Photograph, Mitinhaber der Firma A. F. Naumann, Hofphotographen, Dorotheen-Strasse 6, waren auch noch an anderen Höfen Hofphotographen, (siehe Anzeige)[77]
- Nähmaschinen-Fabrik Robert Kiehle, Inh. C. L. August Knauer, Mölkau, Bahnhof Paunsdorf und Leipzig, Kurprinzstraße 11, (siehe Anzeige)[78]
- Ferd. Nolte, Gasanlagen, Zinzendorf-Straße 50[3]

#### O
- Heinrich Alfred Oehler und Anton Oehler, Passementerie, (mit Posamenten verziertes textiles Erzeugnis), Grimmaische Straße 4[3]
- Wilh. Oscar, Fischwaren, Ranstädter Steinweg 20[3]

#### P
- P. Pabst, Musikalien, Neumarkt 26[3]
- Anna Louise Paege, geb. Geissler und Emil Paege, Fa. Emil Paege, Weinhandlung, Hainstraße[3]
- Theodor Pfitzmann, Reit-, Fahr- und Jagdutensilien, Schillerstraße 3[61]
- Karl Gustav Plaul, Magazin für photographische Bedarfsartikel[7]
- N. Perscheid, Photograph, Gellert-Straße 2[3]
- Richard Poetzsch und Lina Louise Helene Poetsch, geb. Beer, Kaffeerösterei, Kaffee- und Kolonialwarenhandlung, Wächterstraße, Königsplatz 13, Grimmaischer Steinweg 20 und Hainstraße 16/18[3]
- August Polich, Modewaren, Schlossgasse 1/3[3]
- Carl Poppendick, Schuhmacher und Schuhwarengeschäft, Schützenstraße 20–21[79]

#### Q/R
- Franz Curt Quedenfeld, Fa. Max Erler, Pelzwarenkonfektions- und Rauchwarengeschäft, Kantstraße 13[80]
- Gustav Raschke, Gasanlagen, Terrassenufer 5[3]
- Gebrüder Reinecke, Musikalien, Felix-Straße 4[3]
- Ernst Theodor Richter, Tapezierer, Weststraße 20[7]
- Max Richter, Kaffeehandlung, Petersstraße 43[3]
- Alb. Rost, Fleischwaren, Petersstraße 19[3]
- Amalie Sophie Roßberg, Hofbuchhändlerin, Universitätsstraße 15[81]
- J. Röckl, Handschuhe, Petersstraße 34[3]
- Wilhelm Röper, Gardinen, Möbelstoffe und Tapeten, Goethe Straße 1[3]
- C. F. Rudolph, Seilerwaren, Gerberstraße 15[3]
- F. C. Rudolph, Inh. Oscar Moritz Edmund Rudolph, Gärtnerei und Blumen, erst Dorotheen-Straße 2, später Otto-Schill-Straße 2 und Plagwitzer Straße 27[3]

#### S
- F. Wilh. Ernst Sack, Pferde, Kramerstraße 5[3]
- Joh. Ephr. Schatz, Bäckerei, Brühl 33[61]
- C. W. Scheffler, Glaswaren, Wintergartenstraße 10[3]
- Wilh. Schimmel & Co., Pianoforte, Wilhelm Schimmel Pianofortefabrik, Stötteritz[3]
- Emil Schimpke, Parfümerie und Galanteriewaren, Schiller-Straße 3[3]
- C. T. O. Schlein, Traiteur, Alexander-Straße 23[3]
- Otto Schleusener, Blumen, Brüderstraße 3[3]
- Franz Schneider, Bildhauer und Möbelfabrikant, Weststraße 49[82]
- Oscar Schöppe, Beleuchtungsanlagen und Gegenstände, Bayersche Straße 3, Hoflieferant Sr. Majestät des Königs bez. Königl. Sächs. Hoflieferant[20]
- Anna Henriette Gertrud Schütte-Felsche, geb. Kloberg, Karl Adolf Schütte-Felsche und Oskar Wilhelm Adolph Schütte-Felsche, Firma Schütte-Felsche, Konditorei und Café, Grimmaische Straße 34[3]
- F. A. Schütz, Möbel und Teppiche, Grimmaische Straße 10[3]
- Franz Senke, Künstgärtnerei[7]
- C. W. Seyffert Nachf., Café, Neumarkt 4[3]
- Chr. Fr. Winter Sohn, Inh. Chr. Fr. Winter Sohn und E. Winter, Photographische Bedarfsartikel, Schillerstraße 5[17]
- Arno Spitzners Verlag, Musikalien, Bauhofstraße 4, und Bayersche Straße 65[3]
- E. A. Starke, Schneider, Grimmaische Straße 23[3]
- Gustav Steckner, Modewaren, Petersstraße 2[3]
- H. Steinemann, Wein, Grimmaische Straße 32[3]
- Hedwig Helene Stelzner, geb. Günther, Fa. Franz Bödemann Nachfolger, Kolonialwaren-, Delicatessen- und Weinhandlung, Schützenstraße 13[7]
- Friedrich Carl Hermann Stemmler, Fa. C. Emil Meißner, Fischhändler, Ranstädter Steinweg 6[83]
- Stielbach & John, Marmorfabrik, Lutherstraße 2[84]
- Friedrich Struve, Parfümeriefabrikant, Lange Straße 19[61]

#### T
- M. Tauber, Optiker, Grimmaische Straße 32[3]
- E. verw. Tiedemann, Photograph, Markt 13[3]
- Tobias & Schmidt, Kunstblumen, Dresdener Straße 2[3]
- Alwin Tretbar, Firma Bernhard Zachariä, Turm-, Hof- und Control-Uhren-Fabrikant, Wiesenstraße 10[85]

#### U/V/W
- Alexander Kurt Wacker und Fritz Wacker, Zigarrenhandlung, Grimmaische Straße 18[7]
- Ad. Wagner, Traiteur „Hotel de Prusse“, Roßplatz 7[3]
- Eduard Wartig, Buchhändler, Querstraße 15[86]
- Carl Friedrich jun. Weber, Cigarrenfabrikant und Handlung, Hainstraße 3[3]
- Carl von Wechmar, Verlagsbuchhandlung[7]
- Ed. Weller, „Hotel Hauffe“, Roßstraße 2[3]
- Weißflog & Leistner, Modewaren, Schützenstraße 1[3]
- Ed. Werner, Friseur, Mosczinsky-Straße 5[3]
- W. Westphahl, Dekorationsmaler, Barfußgasse 6[3]
- F. W. Weymar, Gardinen, Altmarkt 4[3]
- Ludw. Weymuth, Friseur, Hauptstraße 5[3]
- Hubert Willaumez Nachf., Wein, Petersstraße 34[3]
- Paul Otto Witzleben, Pelzwaren, Thomasgasse 2[3]
- Leo Woerl, Buchhandlung und Verleger, Hospitalstraße 10[3]

#### X/Y/Z
- Bernhard Zachariä, Uhrenfabrik, Wiesenstraße 10[3]
- E. W. Zimmermann, Wissenschaftliche Apparate, Emilienstraße 21[3]
- J. H. Zimmermann, Musikinstrumente aller Art, Querstraße 26/28[3]
- F. A. Zschau, Wagen, Erdmann-Straße 6[3]

### Lengefeld i. Erzgeb.
- Kamillo Paul Beyer, Erste Lengefelder Fleischwarenfabrik, Dauerwurstprodukte, 1909 Hoflieferant des Königs Lengefeld[7]
- Heinrich Emil Mühl und A. L. Weber, Fleischwaren, Hoflieferant Sr. Majestät des Königs bez. Königl. Sächs. Hoflieferant[20]
- Richard Weber, Wurstfabrikant[7]

### Löbau
- Emil Alwin Berndt, Marmeladen, Konserven, 1902 Hoflieferant Sr. Majestät des Königs, Löbau[3]
- August Förster, Hofpianofortefabrikant Sr. Majestät des Königs, auch in Bautzen und Dresden, Löbau[20]
- Alexander Schuricht, Stickereivorlagenzeichner[7]

### Lugau
- Theodor Scheibner, Spezialgeschäft für Zuckerwaren, Schokoladen, Kakao und Tee, Stollbergerstraße 15, Königl. Sächs. Hoflieferant, Lugau[87]

### Markneukirchen
- Paulus, Albin, Musikinstrumente, Hofinstrumentenmacher, Hoflieferant Sr. Majestät des Königs bez. Königl. Sächs. Hoflieferant, Markneukirchen[20]
- Hermann Richard Pfretzschner, Violin- und Bassbogenfabrikant[7]

### Meißen

Werbeanzeige der Fa. Beilich, Hoflieferant aus Meißen von 1910

Werbeanzeige Otto Horn im Adressbuch Meißen von 1912

Werbeanzeige vom Hoflieferanten Roessler & Co. Meißen

- F. Louis Beilich und Clemens Max Beilich, Smyrna-Teppich- und Strumpfwarenfabrik, Königlich Sächsischer Hoflieferant, Elbstraße 6, Meißen, (siehe Anzeige)[88]
- Christian Gottfried Hartmann, Kantor und Kgl. Musikdirektor, Neugasse 443[7]
- Ernst Otto Horn, nach seinem Tode gab es einen Übertrag des Titels auf dessen Frau Emma Horn und später wurde sein Sohn Otto Horn ebenfalls Hoflieferant, Weinhandel, Elbstraße 10, Meißen, (siehe Anzeige)[88]
- Sächsische Ofen- und Chamottewarenfabrik Meißen, vormals Ernst Teichert, Teichert-Werke, Neumarkt 502[7]
- Roessler & Co. Weinessig und Mostrich-Fabrik, Inhaber Emil Naumann, Hoflieferant Sr. Königlichen Hoheit des Kronprinzen Friedrich August, Herzog zu Sachsen, Meißen, (siehe Anzeige)[20]
- Wilhelm Schwarz, Goldschmied, Juwelier, Markt 10, Meißen[88]
- Ferdinand Thürmer, Pianofortefabrik, Inhaber Gebrüder Thürmer, Hoflieferanten weiland Ihrer Majestät der Königin-Witwe von Sachsen, Sr. Königlichen Hoheit des Großherzogs von Sachsen-Weimar und Sr. Königlichen Hoheit des Großherzogs von Hessen und bei Rhein, Meißen[89]

### Moritzburg
- Kurt Wilhelm Weidelt, Hotel „Adams Gasthof“, Hoflieferant Sr. Majestät des Königs bez. Königl. Sächs. Hoflieferant, Moritzburg[3]

### Niederau bei Meißen
- Anna Göhler, verw. Lohse, geb. Rothe sowie Ernst Felix Wolf und Armin Richard Ganßauge, Firma, Dachpappen-, Holzzement- und Asphaltfabrik, Niederau bei Meißen[7]

### Niedersedlitz
- F. Bringkmann, Geflügel, Niedersedlitz[20]
- C. W. Mietzsch, Künstliche Blumen, Reicker Straße, Hoflieferant Sr. Majestät des Königs bez. Königl. Sächs. Hoflieferant, Niedersedlitz[20]

### Obercunnersdorf
- Louis Semmig, Milch- und Butterlieferant[7]

### Oberlößnitz
- A. Guttier, Kaufmann, Oberlößnitz[7]

### Oberoderwitz
- Gustav Adolph Schönfelder, Johanne Rahele, verw. Schönfelder, geb. Glathe, Firma Benjamin Schönfelders Erben, Leinwand-, Tischzeug- und Wäschegeschäft, Oberoderwitz Oderwitz[7]

### Oberwiesenthal
- Alexander Oskar Richter, Spitzenfabrikant in Oberwiesenthal, hatte das Diplom Königl. Sächs. Hoflieferant[7]

### Oelsnitz/Vogtl.
- Alfred Müller, Inhaber der Firma Robert Müller, Maler, Oelsnitz/Vogtl., hatte das Diplom Königl. Sächs. Hoflieferant[7]

### Olbernhau
- Curt Schneider, Mosterei, Olbernhau[32]

### Oschatz
- Friedrich Hermann Lauckner, Inhaber der Firma F. G. Lochmann, Seifenfabrikant, Oschatz, Strehlaer Straße 5[7]
- Gottfried Reinhold Pinkert, Seiler und Rosshaarspinner, Altmarkt 15[7]

### Oybin
- Adolph Adler, Inhaber vom Hotel Kurhaus Oybin, Berghotelier, hatte 1911 das Diplom Königl. Sächs. Hoflieferant[7]

### Pillnitz
- Moritz Karsch, Fleischwaren, Hoflieferant Sr. Majestät des Königs bez. Königl. Sächs. Hoflieferant, Pillnitz[20]
- Otto Wendisch, Bäckerei, Hoflieferant Sr. Majestät des Königs bez. Königl. Sächs. Hoflieferant, Pillnitz[20]

### Pirna
- Likörfabrik Hafftmann, Dohnasche Straße 15, hatte auch noch ein produktbezogenes Hofprädikat[7]
- Carl Schilling, Hofsteinmetzmeister Sr. Majestät des Königs, Pirna[20]
- Carl Louis Thorschmidt, Siderolithfabrik[7]
- Klemens Gustav Triebe, Fa. Gustav Triebe, Dachdecker, Braustraße 13[7]

### Plauen
- Heinrich Axtmann, Hofphotograph, photographische und artistische Anstalt, oberer Graben 17/19[90]
- Andreas Bächtold, Inhaber vom Hotel Wettiner-Hof, hatte das Diplom Königl. Sächs. Hoflieferant[7]
- Robert Graul, Hofphotograph Sr. Majestät des Königs, Bahnhofstraße 21, unterhält auch ein Geschäft in Bad Elster, Plauen[20]
- F. J. Kolby, Hofphotograph Sr. Majestät des Königs, Rädel-Straße 1, unterhält auch ein Geschäft in Zwickau, Plauen[20]
- J. G. Vogel & Sohn, Pianoforte, Hoflieferant Sr. Majestät des Königs, Plauen[20]

### Potschappel
- Weichold & Lochmann, Mühlenprodukte, hatten das Diplom Hofmühle, Potschappel[3]

### Pulsnitz
- Moritz Rüdrich, Pfefferküchler, Pulsnitzer Pfefferkuchen, Pfefferkuchen-, Honigkuchen- und Baumkuchenfabrik, Markt 20, war seit 1913 bereits Hoflieferant Sr. Kgl. Hoh. Prinz Johann Georg, Herzogs zu Sachsen[18][7]

### Rabenstein (bei Chemnitz)
- Sächsische Holzindustrie Gesellschaft, Holzwaren[7]

### Radeberg
- Georg Friedrich Alexander Knobloch, Weinhandlung, Hauptstraße 16[91]
- Friedrich August Emil Heuer, Fa. Gläser-Karosserie, Luxuswagenfabrikant, Werke in Radeberg, Pulsnitzer Straße 7[92] und Dresden, Rampische Straße 6[40]
- Meierei Heinrichsthal, Heinrich Ernst Ludwig Prinz und Albert Linke, Meierei Heinrichsthal Prinz & Linke, Butter und Käse, Heinrichsthaler Milchwerke Radeberg, Geschäftslokal in Dresden, Zahnsgasse 3, Hoflieferant Sr. Majestät des Königs bez. Königl. Sächs. Hoflieferant, Heinrichsthal[20]
- Agathe Zeis, Lehrmeierei[7]

### Radebeul
- Traugott Richard Berger, Weinhändler, Radebeul-Zitzschewig, Zitzschewig[7]
- Fabrikation moussirender Weine, Niederlößnitz[7]
- Feinseifen- und Parfümfabrik Bergmann & Co., Radebeul. Parfümerie-Geschäft in Dresden: Schießgasse 3[3]
- Ernst Alfred Demmrich, Fa. Radebeuler Ölhaus, Automobilöle, Hellerstraße 19[7]
- Otto E. Weber G.m.b.H., Tee Hoflieferant, Radebeul[20]

### Reichenbach im Vogtland
- Karl Gustav Otto Bürckner und Clara Bürckner, Bahnhofsgastwirte, Restaurant im Oberen Bahnhof, Reichenbach im Vogtland[7]

### Riesa
- Otto Eugen Ancke, Inh. der Fa. Grubann & Ancke, Seifenfabrikant, Riesa, Bahnhofstraße 15 a[93]

### Rothschönberg
- Theodor Ernst Lobbes, Bäckerei, Rothschönberg, Nr. 10[7]

### Schönhaide
- Ed. Flemming & Co., Bürsten, Hoflieferant Sr. Majestät des Königs, Schönhaide[3]

### Sebnitz
- Firma Robert Nitzsche Nachfolger, Inh. Ferdinand Theodor Wille, Bienengerätefabrikant und Honigwaren, Am Sonnenblick 7, Hoflieferant Sr. Majestät des Königs bez. Königl. Sächs. Hoflieferant, Sebnitz[20]

### Tharandt
- Heinrich Moritz Pötsch, Photograph, Cottastraße 152b[7]

### Waldheim
- Carl August Harnapp, Bahnhofswirt im Bahnhof Waldheim[7]

### Wehlen
- Ludwig Pomsel, Georginenzüchter (Dahlien), Stadt Wehlen[7]

### Wermsdorf
- Karl Hermann Bruno Brause, Fleischermeister, Wurstfabrikation und Inhaber vom Hotel goldener Straus Wermsdorf, wurde 1903 Hoflieferant[7]

### Wilkau
- Erich Scheithauer, Photograph, Hermannstraße 86, Wilkau[3]

### Wilsdruff
- C. R. Sebastian & Co., Inh. Wilhelm August Brauckmann und Karl Konrad Malsch, Konserven, Hoflieferant Sr. Majestät des Königs bez. Königl. Sächs. Hoflieferant, Wilsdruff[20]

### Wurzen
- Richard Albani, Leinen und Stoffe, Hoflieferant Sr. Majestät des Königs bez. Königl. Sächs. Hoflieferant, Wurzen, war auch Hoflieferant im Großherzogtum Sachsen und Herzogtum Sachsen-Altenburg[3]
- Peter Andreas Georg Juel, Fa. Schütz & Juel, Teppich- und Tapetenfabrik, Johannisgasse 13[7]
- Johann Friedrich Krietsch, oft Krietzsch geschrieben, Kunstmühlenbesitzer Krietschmühle, Mühlgraben 454[94]

### Zittau
- Franz Maximilian Leidhold, Kunst- und Handelsgärtner, Lessingstraße 22[95]
- Martin Lorenz, Inh. vom Hotel Reichshof[32]
- Julius Schlegel, Photograph[7]
- Carl Ludwig Türcke, Hofglasmaler, Brüderstraße 7[96]
- Otto Zestermann, Fleischerei Zittau, Weberstraße 17, hatte das Diplom Königl. Sächs. Hoflieferant[7]

### Zwickau
- J. B. Gräßer, Glaswarenhandlung, Kohlenstraße 6[97]
- F. J. Kolby, Hofphotograph Sr. Majestät des Königs, Aeußere Plauensche Straße 24, unterhält auch ein Geschäft in Plauen, Zwickau[20]
- Ernst Lucas May, Inhaber vom Cafe Stephan und Cafe König Albert[7]
- Ernst Meitzner, Kolonialwarenhandlung, Schulstraße 8[7]
- Karl Robert Kurt Meyer, Fleischerei, Schneeberger Straße 12[7]
- Robert Pflugbeil, Bäcker und Konditor, Wilhelmstraße 9[7]
- Erich Scheithauer, Königlicher Hofphotograph, Innere Plauensche Straße 20[98]

## Auswärtige Hoflieferanten

### Auswärtige Hoflieferanten, welche im Königreiche Sachsen eine Zweigniederlassung hatten
- Anthracitwerke Gustav Schulze, G.m.b.H., Berlin; Zweigniederlassung: Dresden, Schießgasse 1[20]
- P. Bessert-Nettelbeck, Fahnenfabrik, Berlin; Zweigniederlassung: Dresden, Victoria-Straße 15[20]
- Bodega-Co., the Continental, Akt.-Ges., Brüssel; Zweigniederlassung: Dresden, Waisenhausstraße 14; Zweigniederlassung: Leipzig, Grimmaische Straße 8[20]
- J. A. Henckels, Stahlwarenhandlung, Solingen; Niederlassung: Dresden, Wilsdruffer Straße 7[20]
- Leibenfrost & Comp., Franz, Weinhandlung, Wien; Zweigniederlassung: Dresden, An der Frauenkirche 13[20]
- W. Müller, Schuhwarenhandlung, Darmstadt; Zweigniederlassung: Dresden, Wilsdruffer Straße 16[20]
- Rietschel & Henneberg, Fabrik für Zentralheizungen und Ventilationen, Berlin; Zweigniederlassung: Dresden, Johann-Georgen-Allee 13[20]
- J. Röckel, Handschuhfabrik, München; Zweigniederlassung: Dresden, Prager Straße 6[20]
- Sachs, Eduard, Militäreffektenfabrik, Berlin, Zweigniederlassung: Dresden, Humboldt-Straße 4[3]
- Schischin, Wassily N., Kaviarhandlung, Berlin; Zweigniederlassung: Dresden, Seestraße 19[20]
- F. A. Seiler, Tuchhandlung, Dessau; Zweigniederlassung: Dresden, Wettiner-Straße 3[20]
- Weißflog & Leistner, Herrengarderobegeschäft, Bernburg; Zweigniederlassung: Leipzig, Schützenstraße 1[20]
- Zeiß & Co., Aug., Shannon Registrator Compagnie, Bureaumöbel- und Schreibutensilien-Handlung, Berlin; Zweigniederlassung: Dresden, Waisenhausstraße 10[20]

### Auswärtige Hoflieferanten, welche ein Königlich Sächsisches Hofprädikat hatten

#### Deutschland
- Allinger, Weinhändler und Kaufmann, Frankfurt am Main, Lieferung diverser Weine, 1881 Hoflieferant des Königs
- Emil Baake, Gold- und Politurleistenfabrik, Brandenburg[7]
- Adolph Behrend, Pferdehändler, Bahnhof Neustadt a. d. Dosse, Hoflieferant des Königs[3]
- E. Bieber, Photograph, Berlin, Unter den Linden 21, Königlich Sächsischer Hofphotograph[3]
- F. W. Borchardt und Hans Mathias Benoit Borchardt, Weinhändler und Delikatessen, Berlin, Französische Straße 48, Lieferungen von Caviar, seit 1897 Königlich Sächsischer Hoflieferant[3]
- Theodor von der Brelje, Delikatessenhändler, Hamburg[7]
- Carl Ludwig Alexander Breul und Wilhelm Coustol, Firma Ferdinand Breul, Kurz- und Galanteriewarenhändler, Frankfurt (Main)[7]
- Johann Jacob Burck, Weinhändler, Frankfurt (Main)[7]
- Dory Burmeister-Peterson, Pianistin, Braunschweig[7]
- Eduard Anton Busch, Brunnen und Badearzt, Ems Bad Ems[7]
- Franz Maria Farina, Eau de Cologne- und Parfümeriefabrikant, Köln, siehe auch Johann Maria Farina gegenüber dem Jülichs-Platz, war Kgl. Sächs. Hoflieferant, es gab auch noch zusätzlich ein produktbezogenes Hofprädikat[7]
- Bernhard Dittmar, Photograph, München[7]
- Hermann Doß, Kaufmann und Inhaber der Steinkohlenaktiengesellschaft Bockwa-Hohndorf Vereinigt Feld bei Lichtenstein, Gera[7]
- Hermann Doß, Wollstofffabrikant, Greiz[7]
- Wilhelm Emmer, Firma Kunst- und Industriebasar, Kunst- und Pianohandlung, Magdeburg[7]
- Julius Fehér, Handlung für ausländische Früchte, Frühgemüse, Wild und Wildgeflügel, Berlin, Dorotheenstraße 17[7]
- August Feldheim, Firma August Feldheim und Söhne, Weinhändler, Mainz[4]
- Theodor Woldemar Feller, Peitschen- und Reitzeugfabrik, Lausigk[7]
- Theodor Franke, Konditor, Vaihingen an der Enz[7]
- Carl Ludwig Wilhelm Freystedt, Kaufmann, Vertrieb Gesundheits- und Tafelbier Salvator der Brauerei Schmidt, Bayreuth[7]
- Johann Friedrich Fuchs, Inh. der Fa. J. H. Bluth, Spitzengeschäft, München[7]
- August Fuhrmann, Inhaber des Kaiserpanorama, Berlin, Kaiserpassage, Königlich Sächsischer Hoflieferant[3]
- Hugo Garenfeld, Weinhändler, Trier[7]
- Gerhard Geyer, Wildbret- und Geflügelhandlung, Frankfurt (Main)[7]
- Leonhard Graef, Kur- und Badehaus zu den vier Türmen, Bad Ems[7]
- Curt Grunewald, Delicatessenhändler, Berlin, Mohrenstraße 60[7]
- Gustav Adolph Hammig, Streichinstrumentenmacher, Eschenbach[7]
- Charles Hanus, Obst- und Gemüsekonservenfabrikant, Berlin, Wrangelstraße 188[7]
- Richard Heiden, Schokoladenfabrikant, Köthen (Anhalt)[7]
- Karl Hertel, Firma Hertel & Lersch, Glasmaler, Düsseldorf[7]
- Adolf Hilgenberg, Fleischermeister, Hannover[7]
- Martin Hoff, Johann Hoff und Hugo Hoff, Malzextraktfabrik, Berlin, Neue Wilhelmstraße 1[7]
- Hohenlohe’sche Präservenfabrik, Halbkonservenfabrik, Gerabronn, Baden-Württemberg[7]
- Wilhelm Hupka, Restaurantbetreiber vom Bahnhofslokal in Dessau[7]
- H. G. Ilgen, Konditorei, Gotha, Königlich Sächsische Hofkonditorei[3]
- Alfred Kranzler, Firma J. G. Kranzler, Konditor, Café Kranzler, Berlin[7]
- Conrad Krüger, Weinhandlung, Benshausen[7]
- Carl Eduard König, Fa. R. Siedenburg Witwe, Bremen[7]
- La Roche / Allinger, Inh. Johann Jacob Burck, Weinhändler, Frankfurt (Main)[7]
- Simon Lorenz, Ludwig Lorenz und Wilhelm Lorenz, Firma Chr. Lorenz, Kunst- und Handelsgärtnerei sowie Samen- und Pflanzenhandlung, Erfurt[7]
- Paul Mante, Inh. der Fa. Ernst Mante, Kolonialwaren, Delikatessen und Weinhandlung, Berlin, Schadowstraße 12–13, war auch noch Hoflieferant S. K. H. des Prinzen Friedrich Leopold von Preußen[7]
- Firma C. Martens, Inh. Johanna Martens und Amalie Martens, Tapisseriewarenhandlung, Köln[7]
- Karl Meffert, Konditor, Magdeburg[7]
- Ernst Julius Melcher, Firma J. G. Naumann, Weinhandlung, Altenburg[7]
- Albert Meyer, Photograph, Berlin, Potsdamer Straße 125 und Alexander-Straße 45, Hofphotograph des Königs[3]
- Albert Philipp Meyer, Teppich- und Gardinenhandlung Hermann Gerson, Berlin, Mohrenstraße 16[7]
- Raphael Meyer, Mechaniker und Optiker, Berlin[7]
- Franz Wilhelm Moppert, Firma Gebrüder Moppert, Schmuckhändler, Baden-Baden[7]
- Jean Mühle, Hotelier, Hotel de Nassau, Frankfurt (Main)[7]
- Eugen Müller, Feinmechaniker, Sigmaringen[7]
- Matheus Müller, Sectkellereibesitzer, Eltville im Rheingau, Hoflieferant des Königs[3]
- H. H. Nathan, Graveur, Hamburg[7]
- Emil Naumann, Fa. Roessler & Co., Papierhandlung, Köln
- Heinrich Franz Eduard Pinder, Holzblasinstrumentenmacher, Eschenbach (Württemberg)[7]
- Vinzenz Pleticha, Pächter des Konversationshauses in Norderney, Hamburg[7]
- Heinrich Prinz, Käsehandlung, Gensungen bei Kassel, Königlich Sächsischer Hoflieferant[3]
- Theodor Rauecker, Mosaikkunstanstalt, München[7]
- Ludwig Richard, Apotheker, Frankfurt-Bockenheim[7]
- R. Rießer, Kaufmann, Frankfurt (Main)[7]
- Carl Roggensack, Bahnhofswirt in Cottbus und Potsdam, Potsdam[7]
- Rottenstein, Zahnarzt, Frankfurt (Main)[7]
- Conrad Ruf, Photograph, Freiburg, Breisgau[7]
- Max und Cornelie Schiedmayer, Pianofortefabrik, Stuttgart, Neckarstraße 12[7]
- Philipp Schmidt, Fa. Georg Brück, Posamentenfabrikant, Landau (Pfalz)[7]
- August Schütze, Gastwirt Bremer Häuser, Norderney[7]
- Karl Siegismund, Verlagsbuchhändler, Berlin, Dessauerstraße 19[7]
- Gebrüder Sommer, Hotelbesitzer, Zähringerhof, Hotel Sommer (Badenweiler), Freiburg im Breisgau[7]
- Heinrich Otto Sperlin, Buchhändler, Stuttgart[7]
- Firma Stahl & Mante, Konservenfabrik, Berlin-Weißensee[7]
- Steinway & Sons, Hersteller von Flügeln und Klavieren, New York City und Hamburg, hatten das Diplom Hoflieferant des Königs von Sachsen, diese Firma war auch noch an anderen Höfen ein Hoflieferant[99]
- Firma Stimming & Venzlaff, Pferdegeschirr-, Reitzeug und Wagenbeschläge, Altenburg und Berlin[7]
- Gebrüder Stollwerck, Ludwig Stollwerck und Karl Stollwerck, weiterhin Albert Nicolaus Stollwerck, Peter Joseph Stollwerck und Heinrich Stollwerck, Schokoladenfabrik, Köln a. Rhein und Berlin, Friedrichstraße 61, Königlich Sächsische Chocoladenfabrikanten[3]
- Alois Schweitzer, Kaufmann, Freiburg (Baden)[7]
- Hugo Thiele, Photograph, Darmstadt, Wilhelminenstraße 6, Königlich Sächsischer Hofphotograph[3]
- Heinrich Nicolaus van Santen, Eugen van Santen und Carl Engelke, Bijouterie- und Kunstgegenständefabrik, Frankfurt (Main)[7]
- Oscar Wendorff und Carl August Wendorff (Schriftsteller), Drogerie-, Apotheken- und Seifenwarenhandlung, Berlin[7]
- Franz Xaver Wüsten, Clemens August Wüsten, Goldschmied und Emailleur, Köln[7]

#### Belgien
- E. Altenloh und R. Altenloh, Juweliere und Goldarbeiter, Brüssel, Belgien[7]
- Swae Van D´aubreby, Modistin, Brüssel[7]
- J. B. Bocar, Kleider- und Mantelhändler, Brüssel, Belgien[7]
- Jean van den Brande, Blumenhändler, Blankenberge, Belgien[7]
- Geschwister van den Broucke, Antiquitätenhändler, Blankenberge, Belgien[7]
- G. Kaeufler, Apotheker, Blankenberge, Belgien[7]
- Camille Redant, Friseur und Parfümeur, Brüssel, Belgien[7]
- Jean Prosper Renard, Conditor, Brüssel, Belgien[7]

#### Böhmen
- Abraham Düringer, Zigarrenhandlung, Oberschreiberhau, Riesengebirge, Böhmen[7]
- Alois Klein, Hotelier Parkhotel Richmond, Karlsbad[7]
- Kopp, Hotelier, Franzensbad, Böhmen[7]
- Taschler, Firma Brüder Taschler, Buchdruckerei, Karlsbad, Böhmen[7]
- Hugo Thiele, Photograph, Schönau bei Teplitz[7]
- Wilhelm Weishaupt, Hotelier, Karlsbad[7]

#### England
- Sidney Thomas, Juwelier, London[7]

#### Frankreich
- Auguste Albert, Restaurant Luxhof, Straßburg, Elsass[7]
- Myrtil Blum, Edmund Blum und Ferdinand Blum, Modewarenhändler, Straßburg[7]
- Clovis Chauvet, Champagnerhandlung J. Lemoine, Rilly la Montagne und in Reims[7]
- Eugene Cliquot, Weinhändler, Reims, Frankreich[7]
- A. Henning, Wagenschmied, Paris, Frankreich[7]
- Alfred Krell, Weinhändler, Bordeaux, Frankreich[7]
- Landry, Konfektionsgeschäft, Paris, Frankreich[7]
- Karl Lutzi und Ida Schauer, geb. Bretschneider, Weinhandlung, Bordeaux, Frankreich[7]
- Leopold Magnat, Fayencen- und Majolikenfabrikant, Menton[7]
- Paul Graf Chandon de Brialles, Firma Moët & Chandon, Chandon & Co. successeurs, Champagnerfabrik, Épernay, Frankreich[7]
- Peter Arnold Gottlieb Mumm von Schwarzenstein, Guaita Max Mumm von Schwarzenstein, Bernhard Sigmund Alfons Ludwig Mumm von Schwarzenstein und Peter Arnold Maximilian Hermann Mumm von Schwarzenstein, Weingroßhandlung G. H. Mumm & Co., Reims, Mumm Sekt[7]
- Joseph Nègre, Hoflieferant der Königin-Witwe von Sachsen, Grasse, Département Alpes-Maritimes[3]
- Francois Palomba, Mosaikfabrikant, Menton[7]

#### Italien
- Rosa de Gaspari und Torta de Gaspari, Magazininhaberinnen, Turin, Italien[7]
- Leo Hempel, Inh. der Fa. Unsöld & Hempel, Weinhandlung, Palermo, Italien[7]
- Max Honeck, Hotelier in Seis-Salegg, Südtirol[7]
- Kathi Hosch, Gastwirtin, Tarvis, Italien[7]

#### Neuseeland
- Egerton Burnett, Stoffhandlung, Wellington[7]

#### Niederlande
- Wynand Fockink, Likörfabrik, Amsterdam, Niederlande[7]

#### Österreich – Habsburgermonarchie
- József Domany, Weingutbesitzer und Weinhändler, Arad[7]
- Adele Grünbaum, Fa. Heinrich Grünbaum, Schneiderei, Wien[7]
- Georg Klöß, Photograph, Budapest[7]
- Nicolaus Luxardo, Maraschinolikörfabrik, Maraschino Zara, (Zadar, Dalmatien)[7]
- Hugo Mocker, Südbahnrestaurant, Villach, Hauptbahnhof[7]
- Fritz Nickel, Kunst- und Handelsgärtnerei, Innsbruck-Wilten, Österreich[7]
- Carl Prewratsky, Kolonialwaren- und Delikatessengeschäft, Villach[7]
- Franz Schaal, Drogist, Seifensiedergewerksgesellschaft und Erste österreichische Apollo-Kerzenfabrik, Wien[7]
- Adolf Zimmer, Hotel Roter Hahn, München und Hotel Iglerhof, Igls, Österreich[7]

#### Provinz Pommern
- Friedrich Wilhelm Adolph Töpfer, Kaufmann, Stettin[7]

#### Russland
- Richard Thiele, Photograph, Moskau, Russland[7]

#### Schlesien
- Hugo Chon, Stoffhandlung, Breslau[7]
- August Dauber und Carl Menzel, Fabrik für landwirtschaftliche Maschinen und Geräte, Breslau, Schlesien[7]
- Heinrich Goerth, Schlosser, Breslau[7]
- Firma J. Großpietzsch, Inh. Robert Heckel, Pianogeschäft, Breslau[7]
- Georg Haase, Hofbrauhaus Sibyllenort[7]
- Emil Hach, Leinen- und Weißwarengeschäft, Wäschefabrikant, Bromberg, Bydgoszcz[7]
- Emil Hartmann, Uhrmacher, Breslau[7]
- Walter Julius Henel, Kurt Fuchs-Henel, Rudolf Fuchs-Henel und Hugo Julius Henel, Breslau[7]
- Adolf Huhndorf und Mathilde Huhndorf, geb. Lindemann, Fisch- und Delicatessengeschäft, Breslau[7]
- Carl Heymann, Luxusfuhrwerkbesitzer und Bestattungsunternehmen, Bresslau[7]
- Friedrich Hübschmann, Fleischer, Breslau[7]
- Isidor Alexander, Meerschaumwarenfabrik, Ratibor, Schlesien[7]
- Arthur Kabierschke und August Kabierschke, Dekorateur und Tapezierer, Breslau[7]
- Franz Kionka, Albert Müntner und Eduard Kionka, Leinen- und Wäschehandlung, Breslau[7]
- Friedrich Kirschner, Vergolder, Breslau[7]
- Paul Kornblum, Weinhändler, Lublinitz, Lubliniec, Oberschlesien[7]
- Arthur Kuntze, Apotheker in Hundsfeld bei Breslau[7]
- Georg Kuveke, Tischler, Breslau[7]
- Heinrich Lauterbach, Holzhändler, Breslau[7]
- Emmy Lübbert, geb. Zimmermann, Firma Lübbert & Sohn, Weinhandlung, Breslau[7]
- Berthold Meyer, Fleischermeister, Breslau[7]
- Carl Mickisch, Schokoladen- und Zuckerwarenfabrikant, Breslau[7]
- Rudolph Milde und Wilhelm Milde, Kunsttischler, Festenberg, Twardogóra[7]
- Fa. Julius Monhaupt Nachfolger, Samenhandlung, Breslau[7]
- Johann Daniel Philipp Platz, Hofphotograph, Ratibor, Racibórz[7]
- Emil Rauchfuss, Rudolf Rauchfuss und Carl Maiß, Fa. Ludwig Leupold Nachfolger, Getreide-, Saaten-, Futter- und Düngemittelgroßhandlung, Breslau[7]
- Benno Reche, Oderkrebslieferant, Myslowitz[7]
- Hermann Ritter, Fleischerei, Breslau[7]
- Eduard Sachs, Militäreffektenhandlung, Oels (Schlesien)[7]
- W. Schicht, Wildbrethändler, Junkerstraße, Breslau, Königlich Sächsischer Hoflieferant[3]
- Ernst Schnäckel/Willy Mülder, Fa. Carl Jos. Kessler, Butter-, Eier- und Käsegroßhandlung, Breslau[7]
- Fritz Schneider und Karl Schneider, Kolonialwaren-, Delikatessen- und Südfruchthandlung, Breslau / Liegnitz Legnica, Schlesien[7]
- Mathilde Schneider, geb. Röther, Südfrucht- und Delicatessenhandlung, Liegnitz, Schlesien[7]
- Max Schönfelder, Albrechtstraße 56, Breslau, Hoflieferant der Königin-Witwe von Sachsen[3]
- August Sosna, Restaurant Hofbrauhaus, Sibyllenort[7]
- Curt Wolfgang Straehler, Hans Theiner, Fa. Theiner & Meinicke, Papiergroßhandlung, Buch- und Steindruckerei, Kontobuchfabrik und literarisches Institut, Breslau[7]
- Richard Westphal, Fa. Karl Joseph Kessler, Breslau[7]
- Paul Wilding, Wagenfabrikant, Breslau[7]

#### Schweden
- Hilmer Aaberg, Firma J. L. Lundberg & Co. Companie, Wein- und Spirituosenhandel, Stockholm, schwedischer Punsch und Weine, hatte 1892 das Diplom Königl. Sächs. Hoflieferant[7]

#### Schweiz
- Gustav Henneberg, Seidenhändler, Zürich, Schweiz[7]
- Oswald Schröder, Photograph, Zürich, Schweiz[7]

## Produktbezogene Titel
- Actien-Bierbrauerei zum Plauenschen Lagerkeller, Plauen bei Dresden, hatte per Dekret die Erlaubnis erhalten das dort gebraute Bier als „Königliches Hoftafelbier“ zu bezeichnen[7]
- Carola Auguste Albert, Parfümerie- und Wichsefabrik, Dresden, Terrassengasse 13 b, bekam den Hoftitel für das Produkt „Albertwichse“[7]
- Carl Grohmann und Ernst Rudolph Grohmann, Leipzig, Burgstraße 9, bekamen für das gebraute Bierprodukt „Deutsches Porter“ ein produktbezogenes Hofprädikat[7]
- Likörfabrik Hafftmann, Pirna, Dohnasche Straße 15, hatte für „Hafftmanns Magenbitter“ ein produktbezogenes Hofprädikat[7]
- Georg Curt Heinsius, Eisenwarenfabrik, Dresden, Bönischplatz 19, der durch ihn entwickelte Türschließer bekam einen Hoftitel, dieser Titel galt dem Produkt und nicht dem Entwickler/Hersteller[7]
- Arthur Guido Hofmann, Spirituosenfabrikant, Dresden, Schloßstraße 19 und Heinrichstraße 5, bekam auf das Produkt „China-Extrakt“ ein produktbezogenes Hofprädikat[7]
- Raadts & Trapmann, Rees, Niederrhein, bekam auf das Produkt „Rheinlachs“ ein produktbezogenes Hofprädikat[7]
- Radeberger Exportbierbrauerei, hatte per Dekret vom 11. Dezember 1905 die Erlaubnis erhalten das dort gebraute „Radeberger Pilsner“, als „Tafelgetränk Seiner Majestät des Königs Friedrich August von Sachsen“ zu benennen[7]
- Carl Emil Richter, Firma Emil Richter, Fabrikation von feuerfesten Geldschränken, Dresden, große Schießgasse 8, bekam auf sein Produkt „Tresore“ ein produktbezogenes Hofprädikat[7]
- Moritz Rüdrich, Pfefferküchler und Fabrik von Baumkuchen, Pulsnitz, Markt 20, Pulsnitzer Pfefferkuchen. Baumkuchen und Pfefferkuchen. Er war seit 1913 Hoflieferant Seiner Königlichen Hoheit Prinz Johann Georg, Herzog zu Sachsen und wurde im Jahre 1918 noch Königlich Sächsischer Hoflieferant[7]
- Carl Gotthold Scheinpflug, Gastwirt, Cämmerswalde, hatte ein Hofprädikat auf sein Produkt „Butter“[7]
- Louis Semmig bekam auf seine hergestellte „Butter“ ein produktbezogenes Hofprädikat verliehen[7]
- Societätsbrauerei Dresden AG (Waldschlößchen-Brauerei), hatte 1886 per Dekret die Erlaubnis erhalten, das dort gebraute „Kronen-Bier“, als „Tafelgetränk Seiner Majestät des Königs“ zu benennen[7]
- Agathe Zeis aus der Käserei Heinrichsthal bei Radeberg bekam 1883 auf den ersten von ihr in Deutschland hergestellten Camembert ein Hofprädikat verliehen.